# ライカマウントレンズの一覧
ライカマウントレンズの一覧では、ライカMマウントおよびライカスクリューマウントの写真用レンズを一覧する。
原則的にMマウントレンズはM型ライカ用、スクリューマウントレンズはバルナックライカ（およびそのコピー・派生機）用であるが、スクリューマウントレンズはマウントアダプター（M-Lリング）を併用することでMマウントカメラにも使用できる。
並び順は、メーカーごとに、焦点距離の短いものから、焦点距離が同じものは開放F値の明るいものから、焦点距離と開放F値が同じものは新しいものからとしてある。
また、スクリューマウントでも引伸機用レンズは記載しない。
本項において、特記のないレンズはライカスクリューマウントである。また、単に「スクリューマウント」と表記した場合はライカスクリューマウントを指す。

## ライカカメラAG
ライカカメラAG/エルンスト・ライツが製造した、または純正扱いで販売したレンズ。
ライカが製造したレンズには、「エルカン」（Elcan ）、「エルマー」（Elmar ）、「エルマリート」（Elmarit ）、「ヘクトール」（Hektor ）、「ノクチルックス」（Noctilux ）、ズマール（Summar ）、「ズマレックス」（Summarex ）、「ズマリット」（Summarit ）、「ズマロン」（Summaron ）、「ズミクロン」（Summicron ）、ズミルックス（Summilux ）、ズミタール（Summitar ）、「テリート」（Telyt ）、「タンバール」（Thambar ）などの名称が付けられている。
- ホロゴン15mmF8（1972年フォトキナで発表[1]、1973年発売[2]） - Mマウント。3群3枚。最短撮影距離0.2m。絞りはF8固定。周辺光量低下が著しく補正用センターフィルターが付属し、装着時F16相当。西ドイツカール・ツァイス製。付属ファインダーは水準器が組み込まれ約0.35倍の逆ガリレオ型[3]。光学系はコンタレックスシステムの一環であるホロゴンウルトラワイドの流用だが、ピント合わせが可能になっている。1976年まで販売された[4]。あまりに広角でありかつ鏡筒が極端に短いため、自分の手足が写り込むことがある[3]。
- スーパーエルマーM 18mmF3.8アスフェリカル - Mマウント。
- ズミルックスM 21mmF1.4アスフェリカル - Mマウント。
- エルマリートM 21mmF2.8アスフェリカル（1999年11月発売） - Mマウント。非球面レンズ1枚、高屈折率レンズ3枚、低分散レンズ2枚を含む7群9枚。最短撮影距離0.7m。アタッチメントはφ55mmねじ込み。ライカの商品コードブラック仕上げ11135が先行発売だがまもなくシルバー仕上げ11897も発売された[5]。
- エルマリートM 21mmF2.8（1980年発売、ただし1983年まで市場には出回らなかった[6]） - Mマウント。6群8枚。最短撮影距離0.7m、目測で0.4m。アタッチメントはφ60mmねじ込み[7]。ライカM5やライカCLでTTL測光が可能になった[6]。ライカの商品コードブラック仕上げ11134[8][9]。
- スーパーエルマーM 21mmF3.4アスフェリカル - Mマウント。
- スーパーアンギュロンM 21mmF3.4（1963年発売[2]） - シュナイダー・クロイツナッハ製。Mマウント専用。アタッチメントはφ48mmねじ込み[2]。絞りは4枚しかなくゴーストが汚くなる[10]。ヘリコイドが直進式となり操作性は向上した[11]。
- スーパーアンギュロン 21mmF4（1958年発売[2]） - スクリューマウント/Mマウント兼用（取り外し式アダプターリング内蔵）。4群9枚。アタッチメントはφ48mmねじ込み[12]。最短撮影距離0.7m、目測で0.4m。シュナイダー・クロイツナッハ製。[13]。1963年まで生産された[10]。
- スーパーアンギュロン 21mmF4（1958年発売[12]） - スクリューマウント。4群9枚。最短撮影距離0.7m、目測で0.4m。シュナイダー・クロイツナッハ製。1963年までに1464本製造された[13]。
- ズミルックスM 24mmF1.4アスフェリカル - Mマウント。
- エルマリートM 24mmF2.8アスフェリカル - Mマウント。5群7枚。最短撮影距離0.7m。アタッチメントはφ55mmねじ込み[7]。ライカの商品コード11878のブラック仕上げ先行発売され、1999年11898のシルバー仕上げが追加発売された[5]。
- エルマーM 24mmF3.8アスフェリカル（2008年発売） - Mマウント。
- ズミクロンM 28mmF2アスフェリカル - Mマウント。
- エルマリートM 28mmF2.8アスフェリカル - Mマウント。
- エルマリートM 28mmF2.8（1979年発売[6]） - Mマウント。逆望遠の7群8枚[1]。最短撮影距離距離0.7m。アタッチメントはφ46mmねじ込み[7]。ライカの商品コードブラック仕上げ11804[8]。
- エルマリートM 28mmF2.8初期（1965年発売[2][14]） - Mマウント。初期の製品は対称型のレンズ構成であり、飛び出した後玉が枝木式の露出計と干渉するためライカM5やライツミノルタCLには使用できない。当時ライカM5で使用できるように工場で改造を受け付けるサービスが提供されたが、その場合でもTTL測光はできない[15]。アタッチメントはφ48mmねじ込み[7]。
- M-ロッコール 28mmF2.8 - Mマウント。ミノルタCLE用。平行カム。5群7枚。最短撮影距離0.8m。アタッチメントはφ40.5mmねじ込み。絞りは10枚羽根[16]。非常にコントラストが高く傑作として今も人気が高い[17]。
- ズマロン28mmF5.6（1955年発売[12][14]） - スクリューマウント。4群6枚[14]。アタッチメントはφ36mmカブセ[12]。
- ヘクトール2.8cmF6.3（1935年発売[18][12]） - スクリューマウント。アタッチメントはφ36mmカブセ[2]。
- ステマー33mmF3.5（1954年[4]または1955年[2]発売） - Mマウント。ステレオ写真用レンズ。アタッチメントはφ12.5mmねじ込み[2]。カナダライツで1957年まで生産された。ステレオ効果は3m以内でよく現われる。それより被写体が遠い場合はプリズムアタッチメントを併用する[4]。
- ズミルックスM 35mmF1.4アスフェリカル（1994年発売[4]） - Mマウント。非球面レンズを1枚にし、工法も研削からプレスに変更されている。5群9枚。最短撮影距離0.7m。アタッチメントはφ46mmねじ込み。ライカの商品コードブラック仕上げ11874、シルバー仕上げ11883、チタン仕上げ11859[5]。
- ズミルックスM 35mmF1.4アスフェリカル（1990年発売[4]） - Mマウント。3枚目と8枚目に研削非球面レンズ2枚を含む5群9枚[17]。最短撮影距離0.7m[17]。研削非球面は手作りだったため生産性が低かったが球面収差、歪曲収差とも少なく、非点収差を極端に抑えることができた[17]。非球面レンズがライカのレンズに採用されたのはノクチルックス50mmF1.2に続いて2例目[19]。1枚目の前面、9枚目の後面とも凹面である[17]。ライカの商品コードブラック仕上げ11873[20]。
- ズミルックスM 35mmF1.4 - Mマウント。5群7枚。最短撮影距離1m。アタッチメントはシリーズVII。ライカの商品コードブラック仕上げ11870、チタン仕上げ11860[5]。
- ズミルックスM 35mmF1.4（1961年発売[21]） - Mマウント。ライカM3用の「眼鏡」が外された製品。
- ズミルックスM 35mmF1.4眼鏡つき（1961年発売[2]） - ライカM3用にファインダーを広角化する「眼鏡」が付いている[2]。最短撮影距離1m[17]。アタッチメントはφ41mmねじ込み[2]。
- ズミクロン35mmF2アスフェリカル（1999年限定販売） - スクリューマウント。最短撮影距離1m。
- ズミクロンM 35mmF2アスフェリカル（1999年発売） - Mマウント。非球面レンズを含む5群7枚。最短撮影距離0.7m。アタッチメントはφ39mmねじ込み。ライカの商品コード11882[5]。
- ズミクロンM 35mmF2 - Mマウント。5群7枚。最短撮影距離0.7m。アタッチメントはφ39mmねじ込み。ライカの商品コードブラック仕上げ11310[8]、シルバー仕上げ11311[5]。
- ズミクロンM 35mmF2 - Mマウント。ライカM3用の「眼鏡」が外された製品。カナダライツでも生産された。数少ないブラックペイント仕上げがあり、珍重されている。
- ズミクロンM 35mmF2眼鏡つき（1958年発売[2]） - Mマウント。ライカM3用にファインダーを広角化する「眼鏡」が付いている[2]。アタッチメントはφ39mmねじ込み[2]。
- ズミクロン 35mmF2（1958年発売[12]） - スクリューマウント。アタッチメントはφ39mmねじ込み[12]。
- ズマリットM35mmF2.5 - Mマウント。
- ズマロンM 35mmF2.8 - Mマウント。ライカM3用の「眼鏡」が外された製品。
- ズマロンM 35mmF2.8眼鏡つき（1958年発売[2]） - Mマウント。ライカM3用にファインダーを広角化する「眼鏡」が付いている[2]。アタッチメントはφ39mmねじ込み[2]。
- ズマロン35mmF2.8（1958年発売[12]） - スクリューマウント。アタッチメントはφ39mmねじ込み[12]。
- ズマロンM 35mmF3.5眼鏡つき（1954年発売[2]） - Mマウント。ライカM3用にファインダーを広角化する「眼鏡」が付いている[2]。アタッチメントはφ39mmねじ込み[2]。
- ズマロン35mmF3.5（1949年発売[22][12]） - スクリューマウント。アタッチメントはφ36mmカブセ[12]。光学系はプラナー型。日沖宗弘は「小型で地味だが実力は一級」と絶賛している[23]。
- エルマー3.5cmF3.5（1930年発売[24][12]） - スクリューマウント。アタッチメントはφ19mmねじ込み[注釈 4]、またはφ36mmカブセ[12]。
- エルマー3.5cmF4 - 戦後製作され、ライカ本社の資料室に1本があるのみ。「スナップショット・エルマー」の改良型。
- エルマー3.5cmF4.5（1935年製作） - 一時カタログに掲載されたが発売はされずライカ本社資料室に1本が現存するのみ。スナップショット用に企画されたもので「スナップショット・エルマー」と称される。ピントリングは無限遠、10、3、1.75mの4ステップで距離計非連動。アタッチメントはφ29mmねじ込み[26]。
- M-ロッコール40mmF2 - ミノルタCLE用。Mマウント。平行カム。
- M-ロッコールQF40mmF2/M-ロッコール40mmF2/ズミクロンC 40mmF2（1973年11月発売[27]） - ライツミノルタCL/ライカCL用。Mマウント。ダブルガウス型4群6枚[27]。傾斜カムのためライカMシリーズに使用した際に距離計連動精度に疑問を持つ意見もある[28]。QFのQはラテン語の4（Quattro ）、Fは英語の6（Six ）で4群6枚を表しており、この刻印がある分の前玉3枚はエルンスト・ライツ製である[27]。QFがなくなってからは6枚ともミノルタ製[27]。ドイツ設計。
- エルマリートC 40mmF2.8（1973年試作） - ライカCL用。Mマウント。傾斜カム。商品コードは与えられたが正式には市販されなかった[29]。シリアルナンバーNo.2512601からNo.2513000までの400個[30]で、当時としても標準レンズがF2.8では明るさが不足とのことで切り替えられ、エルンスト・ライツの従業員に社内販売されたという[30]。
- ノクティルックスM 50mmF0.95アスフェリカル（2008年発売） - Mマウント。5群8枚。最短撮影距離1m。アタッチメントはφ60mmねじ込み。ライカの商品コード11602。
- ノクティルックスM 50mmF1（1975年[2]または1976年[31][29]発売） - Mマウント。ノクチルックス50mmF1.2の後継。ウォルター・マンドラー設計により球面レンズのみでF1を実現した[31]。6群7枚[31]。最短撮影距離1m。アタッチメント当初φ58mmねじ込み、1978年よりφ60mmねじ込み[29]。フードは当初バヨネット、1982年よりクリップオン式、1993年組み込み式に変更された。ライカの商品コード当初ブラック仕上げ11821[8]、フード組み込み式になってからはブラック仕上げ11822[5]。
- ノクティルックスM 50mmF1.2（1966年発売[2]） - Mマウント。ライツ製品としては初めて非球面レンズを使用している。4群6枚。最短撮影距離1m。アタッチメントはφ58mmねじ込みまたはシリーズVIII[2]。1975年まで生産された[19]。ライカの商品コードブラック仕上げ11820。
- ズミルックスM 50mmF1.4アスフェリカル - Mマウント。
- ズミルックス50mmF1.4（1960年発売[12]） - スクリューマウント。5群7枚。アタッチメントはφ43mmねじ込み[12]。
- ズミルックスM 50mmF1.4（1959年発売[2]） - Mマウント。5群7枚。アタッチメントはφ43mmねじ込み[32]。設計者はオットー・チンメルマン[33]。ズマリット5cmF1.5の改良型で周辺解像力が向上、フレアが減少した[34]。当初はクローム仕上げと、少数の黒塗りがあったが、1968年以降全数黒色アルマイト仕上げになった。ライカの商品コードブラック仕上げ11114[8]。
- ズマリットM 50mmF1.4（試作のみ） - Mマウント。少数試作されたが発売されなかった[35]。ズミルックスM50mmF1.4と全く同じ外観である。
- ズマリットM 50mmF1.5後期型 - Mマウント。アタッチメントはφ41mmねじ込み[2]で、前期型にあったバヨネットは廃止された。ほとんどドイツ生産であるが少数ライツカナダでも生産された[10]。
- ズマリットM 50mmF1.5前期型（1954年発売[2]） - Mマウント。アタッチメントはφ41mmねじ込み[2]だがフードと共用のバヨネットでもフィルターを使用できる[10]。
- ズマリット5cmF1.5（1949年発売[22][12][34]） - スクリューマウント。5群7枚。アタッチメントはφ41mmねじ込み[12]。シュナイダー・クロイツナッハのクセノンとほとんど同型であり、外観が梨地クロームになったこと、絞りが丸形になったこと程度の差異しかない。開放では中心部以外のボケが流れるようになり、特に夜景の場合に尾を引いたようで目障りとなる[36]。また逆光の場合かなり強いフレアが現れるので作画に注意が必要となるが、ポートレートなどには逆に有益である[36]。F5.6より絞れば一般レンズと変わらず素晴らしいシャープな描写になる[36]。
- ゾナー50mmF1.5 - カール・ツァイス製と思われる。ライカ・ゾナーとも呼ばれる。ゾナー58mmF1.5と共に非常に謎の多いレンズである。旧東ドイツのイエノプティク社[注釈 5]は戦前期にカール・ツァイスが製造していたと主張していたが[38]、現時点では戦時中に製造されていたと言うことしか判っていない[39]。しかも戦時中に作られたと判明しているレンズの中で、銘がライカ・ゾナーとなっている物は一本しか見つかっていない[注釈 6]。ライカ・ゾナー58mmF1.5同様に議論を呼んでいるレンズである。
- クセノン50mmF1.5（1936年発売[22][12]） - アタッチメントはφ41mmねじ込み[12]。
- ズミクロンM 50mmF2（1954年発売[40]） - Mマウント。ライカを代表する標準レンズ[2]。4群6枚。最短撮影距離0.7m。アタッチメントはφ39mmねじ込み。ライカの商品コードブラック仕上げ11819[32][8]。
- DRズミクロン50mmF2（1956年発売[41]） - Mマウント。DRとはデュアルレンジの頭文字で一般撮影と接写の両方を撮影できるとの意。ライカではNF（Near Field ）ズミクロンと表記される。近接用アタッチメント、いわゆる「眼鏡」が付属する。ピントリングを近接用アタッチメントなしでの最短である0.9mにするとアタッチメントが取り付け可能になり、0.48mまでピント合わせが可能になる。レンズのカムが測光部に干渉するためライカM6には使用できない[42]。1968年まで生産された[41]。
- エルカン50mmF2 - Mマウント。カナダ軍用で本来ライカM4の軍用モデルKE7Aの付属品。4枚構成で描写力はズミクロン50mmF2に劣るという[4]。
- ズミクロン5cmF2（1953年発売[43][12][44]） - スクリューマウント。沈胴。設計者はウォルター・マンドラー。ライカを代表する標準レンズで、開放から安心して使え、コントラストも高い[34]。アタッチメントはφ39mmねじ込み[12]。当初チャンス・ピルキントン・ブラザーズから納入されたガラスが放射能を帯びていたためガラスが茶色に変色し透過率が下がるとともにカラーバランスが崩れるという問題が起き、急遽ルートヴィッヒ・ライツがウェツラーから10km程離れた場所に研究所を建設し自社製ガラスLaK9を開発して解決した[45]。
- *マーク入りズミター5cmF2（1950年発売） - スクリューマウント。沈胴。後のズミクロンであるが、少数が*マーク入りのズミターとして販売された[45]。
- ズミター50mmF2（1939年発売[22][44]） - スクリューマウント。4群7枚。アタッチメントはφ36.5mmねじ込み[12]。沈胴式。ズマール5cmF2の改良型[44]。設計者はマックス・ベレーク[44]。カラーフィルム対応のためコーティングが施されていた[44]。現代の基準からすると残存球面収差が多い[46]。
- ズマール5cmF2（1932年発売[44]または1933年発売[18][12][47]）  - スクリューマウント。4群6枚。アタッチメントはφ36mmカブセ[12]。鏡胴が沈胴式、絞りが直線的な6枚絞りになった。
- ズマール5cmF2 - スクリューマウント。初期製品で、沈胴しないため「リジッド・ズマール」「ひょっとこズマール」と俗称される。絞りの枚数が多く形状が丸い。設計者はマックス・ベレーク[44]。前玉に使われている硝材が柔らかい[48]ため状態の悪い個体が多くソフト描写で有名になっているが、状態の良い個体で撮影するとズミクロンと変わらないシャープさである。
- ヘクトール5cmF2.5（1930年[24]または1931年[12]発売） - スクリューマウント。3群6枚。アタッチメントはφ36mmカブセ[12]。沈胴式。エルマー5cmF3.5によく似た外観だが若干鏡胴が太く前玉が大きい。
- ズマリットM50mmF2.5 - Mマウント。
- ヴェロスチグマット（Velostigmat ）50mmF2.8 - ウォレンサック製、鏡胴の製作と組み立てはニューヨークライツが行った。1947年以降は50mmF3.5になった。[49]
- エルマーM 50mmF2.8（1958年発売[2]） - Mマウント。沈胴式[41]。アタッチメントはφ39mmねじ込み[2]。
- エルマー50mmF2.8（1961年発売[50]） - スクリューマウント。アタッチメントはφ19mmねじ込み[51]、またはφ39mmねじ込み[12]。エルマー50mmF3.5を大口径化したもの。
- エルマーM 50mmF3.5（1954年発売[2]） - Mマウント。アタッチメントはφ39mmねじ込み[2]。
- エルマー5cmF3.5（1930年発売[24]） - スクリューマウントライカを代表する標準レンズ。3群4枚。アタッチメントはφ19mmねじ込み[51]、またはφ36mmカブセ[12]。沈胴式で非常にコンパクトになる。当初はゲルツの硝子を使用した製品を「旧エルマー」[52]。ショット製ガラスに切り替わってからは「新エルマー」、被写界深度目盛りが赤に塗られている製品を「赤エルマー」と俗称する。
- ヴェロスチグマット（Velostigmat ）50mmF3.5 - ウォレンサック製、鏡胴の製作と組み立てはニューヨークライツが行った。[49]
- ゾナー58mmF1.5 - カール・ツァイス製と思われる。ライカ・ゾナーとも呼ばれる。現存数が20本に満たない非常に謎の多いレンズで、製造年やどこで作られたのかについて議論を呼んでいる。製造番号から見ると1930年代に作られたとみるべきなのだが確証がない。コーティングが施されている個体があるので、1936年か1937年以降に製造されたと考えられるが、当時カール・ツァイスはコンタックスを発売し、市場でライカと激しい競合関係にあったので、競合相手向けのレンズを作れたのか疑問が残る[53]。
- エルカン（Elcan ）66mmF2.0 - Mマウント。冷戦時代にソビエト連邦圏に駐留するNATO軍のために制作されたとされる。距離計連動。
- ヘクトール7.3cmF1.9（1931年発売[24][12]） - スクリューマウント。アタッチメントはφ39mmねじ込み[12]。
- ズミルックスM 75mmF1.4（1980年発売） - Mマウント。1983年にフードが引き出し式組み込みに改良された[54]。5群7枚。最短撮影距離1m。アタッチメントはφ60mmねじ込み[32]。ライカの商品コードブラック仕上げ11815[8]。
- アポ・ズミクロン75mmF2アスフェリカル - Mマウント。
- ズマリットM 75mmF2.5 - Mマウント。4群6枚。最短撮影距離0.9m。アタッチメントはφ46mmねじ込み。
- ズマレックス85mmF1.5（1943年[12]または1949年発売[22]） - アタッチメントはφ58mmねじ込み[12]。
- エルカン（Elcan ）90mmF1.0 - Mマウント。レンズが大きく、距離計が遮られるため、距離計は連動しない
- アポ・ズミクロン90mmF2アスフェリカル - Mマウント。
- ズミクロンM 90mmF2（1957年発売[2]） - Mマウント。当初アタッチメントはφ48mmねじ込み[2]。1980年に光学系が変更され小型軽量化された[54]。4群5枚。最短撮影距離1m。アタッチメントはφ55mmねじ込み。ライカの商品コードブラック仕上げ11136[32]。
- ズミクロン90mmF2（1957年発売[12]） - スクリューマウント。アタッチメントはφ48mmねじ込み[12]。ライカの商品コードブラック仕上げ11136[8]。
- タンバール9cmF2.2（1934年発売[注釈 7]または1935年発売[18][12][14]）） - 軟焦点レンズ。3群4枚[55]。アタッチメントはφ50mmカブセ[12]。球面収差の少ないセンター部分を覆い隠しソフト効果を強める専用フィルターが付属し、装着すると光量が変わるため絞り目盛りがフィルターなしの黒目盛とフィルター装着時の赤目盛の2系統がある[56]。専用フィルターを使用するとソフト効果がより華麗になるが後ボケは明らかにリングボケ、二線ボケになる[57]。F6.3より絞り込むと専用フィルターが光を遮ってしまう[55]。
- ズマリットM 90mmF2.5 - Mマウント。
- エルマリート90mmF2.8（1959年発売[12]） - スクリューマウント。アタッチメントはφ39mmねじ込み[12]。設計者はオットー・チンメルマン[33]。
- エルマリートM 90mmF2.8（1959年発売[2]） - Mマウント。4群4枚。最短撮影距離1m。アタッチメントはφ46mmねじ込み[32]。ライカの商品コードブラック仕上げ11807[8]、シルバー仕上げ11808[9]。
- テレエルマリートM 90mmF2.8（1963年発売[2]） - Mマウント。アタッチメントはφ39mmねじ込み[2]。ライカの商品コードブラック仕上げ11800[8]。
- エルマーM 90mmF4（1954年発売[43][2]） - Mマウント。沈胴式で速写ケースに収まるようになっている。アタッチメントはφ39mmねじ込み[2]。1968年までに約25,000本が生産された[58]。
- エルマー9cmF4（1931年発売[24][12]） - アタッチメントはφ36mmカブセ[12]。レンズNo.1573001以降はφ39mmねじ込み[51]。
- ロッコール90mmF4 - ミノルタCLE用。Mマウント。平行カム。
- M-ロッコール90mmF4/エルマーC 90mmF4（1973年10月発売） - ライツミノルタCL/ライカCL用。Mマウント。変形トリプレット型4群4枚[27]。全てエルンスト・ライツで生産され、ミノルタでは名称リングを装着しただけである[27]。傾斜カムのためライカMシリーズに使用した場合の距離計連動精度に疑問を持つ意見もある[28]。
- マクロ・エルマーM 90mmF4 - Mマウント。
- ヴェロスチグマット（Velostigmat ）90mmF4.5 - ウォレンサック製、鏡胴の製作と組み立てはニューヨークライツが行なった。
- エルマー 10.5cmF6.3（1932年発売[18][12]） - 小型軽量であるため「マウンテンエルマー」の愛称がついた。
- ヴェロスチグマット（Velostigmat ）127mmF4.51945年発売 - ウォレンサック製、鏡胴の製作と組み立てはニューヨークライツが行った。1944年発売のコーティングの施されていないライカ・アナスティグマットの後継レンズ[49]。
- エルマリートM 135mmF2.8 - ライカM2以降のファインダーで測距精度を上げるためいわゆる眼鏡付きでファインダー倍率を1.5×に上げるようになっている。Mマウント。4群5枚。最短撮影距離1.5m。アタッチメントはφ55mmねじ込み[32]設計者はオットー・チンメルマン[33]。ライカの商品コードブラック仕上げ11829[8]。
- アポ・テリートM 135mmF3.4 - Mマウント。
- テレエルマーM 135mmF4（1965年発売[59]） - Mマウント[1]。3群5枚。最短撮影距離1.5m。アタッチメントはφ39mmねじ込み[32]。設計者はオットー・チンメルマン[33]。ライカの商品コードブラック仕上げ11851[8]。エルマーM135mmF4の後継。
- エルマーM 135mmF4（1960年発売[2][59]） - Mマウント。アタッチメントはφ39mmねじ込み[2]。ヘクトールM135mmF4.5の後継。
- エルマー135mmF4（1960年発売[12]） - スクリューマウント。アタッチメントはφ39mmねじ込み[12]。ヘクトール135mmF4.5の後継。
- ヘクトールM 135mmF4.5（1954年発売[2]） - Mマウント。アタッチメントはφ39mmねじ込み[2]。
- ヘクトール135mmF4.5（1933年発売[18][12]） - アタッチメントはφ36mmカブセ[12]。日沖宗弘は「コスト・パフォーマンスの高いレンズの筆頭」としている[60]。
- エルマー13.5cmF4.5（1930年[24]または1931年[12]発売） - アタッチメントはφ36mmカブセ[12]またはφ34㎜ねじ込み。
- エルマリート180mmF2.8 - Mマウント。1984年のロサンゼルスオリンピックに際し報道用に少数供給されたもので、鏡胴に「PRESS '84」と刻印されている[61]。
- テリート200mmF4 - Mマウント。距離計連動。特注で数本作られたのみと推測されている[61]。
- トリエルマー16/18/21mmF4アスフェリカル - Mマウント。非球面レンズ2枚を含む7群10枚。
- トリエルマー28/35/50mmF4アスフェリカル - Mマウント。非球面レンズを含む6群8枚。最短撮影距離1m。アタッチメントはφ55mmねじ込み[5]。

以下はテリートボックス/ビゾフレックス併用レンズ。テリートボックス、ビゾフレックスI型では135mm以上のレンズしか無限遠で使えないが、ビゾフレックスII型では65mmから全てのレンズが使用できる。新型ビゾはシャッターダイヤルと干渉するためライカCL/ライツミノルタCLには使用できない。
- エルマー65mmF3.5（1960年発売[2]） - アタッチメントはφ41mmねじ込み[2]。日沖宗弘は「スペックは地味だがシャープネス・トーン・コントラスト・色再現など全てにすぐれた万能レンズ[63]」「死ぬほど美味な鏡玉[62]」と絶賛している。1984年まで生産された[41]。
- ヘクトール125mmF2.5 - （1954年発売[2]） - アタッチメントはφ58mmねじ込み[2]。日沖宗弘は「開放ではややソフト、F3.5あたりから軟らかさを含んだ気品ある、たいへんシャープな描写をする名玉[64]」「死ぬほど美味な鏡玉[62]」と高く評価している。
- テレエルマリート180mmF2.8（1965年発売） - アメリカ市場のみで極少数が販売され、250本説や400本説がある。最短撮影距離1.8m。[15]
- テリート200mmF4 - （1959年発売[2]） - アタッチメントはφ58mmねじ込み[2]。1984年までにドイツとカナダで約8,500本が生産された[11]。
- テリート200mmF4.5 - （1935年発売[2]） - アタッチメントはφ48mmねじ込み[2]。
- テリート280mmF4.8 - （1961年発売[2]） - アタッチメントはφ58mmねじ込み[2]。日沖宗弘は「シャープネス・色再現ともに文句なし。国産のちゃちな超望遠レンズとは違ってデリケートなトーンや立体感もよく出してくれる[64]」「死ぬほど美味な鏡玉[62]」と高く評価している。
- テリート400mmF5 - （1937年発売[2]） - アタッチメントはφ85mmねじ込み[2]。当時は画期的に明るいレンズであった[65]。
- テリート400mmF5.6 - （1966年発売[2]） - アタッチメントはシリーズVII[2]。1971年まで生産された[65]。
- テリート400mmF6.8 - （1971年発売[2]） - アタッチメントはシリーズVII[2]。レンズヘッド以外はテリート560mmF6.8と共通[65]。
- テリート560mmF5.6 - （1966年発売[2]） - アタッチメントはシリーズVII[2]。
- テリート560mmF6.8 - （1971年発売[2]） - アタッチメントはシリーズVII[2]。レンズヘッド以外はテリート400mmF6.8と共通[65]。
- テリート800mmF6.3 - （1978年発売[2]） - アタッチメントはシリーズVII[2]。

## アルバート・ドラッカー商会
シカゴにあったアルバート・ドラッカー商会（Albert Drucker & Co., ）が1940年頃に販売していたRANGERの付属レンズ。OEMであったようだがOEM委託先は不明。
- ポラリス-アナスティグマット50mmF2.0[68][69]
- ポラリス-アナスティグマット50mmF2.8[68][69]

## アリマツ
アリマツ（Allimatsu）はソリゴール（Soligor）のレンズなどの生産を日本国内の様々なメーカーに委託する際の交渉窓口となっていた会社。主にサン光機が生産を請け負っていた。
- ソリゴール35mmF3.5[70]
- ソリゴール105mmF3.5[70]
- ソリゴール135mmF3.5[70]

## アンジェニュー
アンジェニュー（仏: P. Angénieus, Paris）が製造したレンズ。
- タイプR11（Type R11 ）28mmF3.5（1953年発売）
- タイプR1（Type R1 ）35mmF2.5（1950年発売）
- タイプX1（Type X1 ）35mmF3.5（1945年発売）
- タイプS21（Type S21 ）50mmF1.5（1950年発売） - 諸収差を残しつつも、やさしい描写。
- タイプS1（Type S1 ）50mmF1.8（1945年発売）
- タイプZ2（Type Z2 ）50mmF2.9（1945年発売） - コーティングなし、沈胴式。
- タイプZ3（Type Z3 ）75mmF3.5（1945年発売）
- タイプP1（Type P1 ）90mmF1.8（1950年発売）
- タイプY12（Type Y12 ）90mmF2.5（1953年発売）
- タイプY1（Type Y1 ）90mmF2.5（1945年発売）
- タイプY2（Type Y2 ）135mmF3.5（1945年発売）

## アルコ写真工業
アルコ写真工業が製造したレンズ。ブランドは「コリナー」（Colinar ）。
- コリナー85mmF2（1954年2月発売）[72]。
- テレコリナー135mmF3.8（1952年1月発売）[72]
- テレスノワ135mmF3.8[71]

## アストロ
アストロ・ゲゼルシャフト（Astro-Gesellschaft m.b.h. ）（旧 アストロ・ベルリン（Astro-Gesellschaft Bielicke & Co., Berlin ）が製造したレンズ。
- アストロ-パンタハール（Astro-Pantachar ） - 28mmF1.8。
- アストロ-パナハール（Astro-Panachar） - 55mmF1.8[71]。
- ガウス-タハール（Gauss-Tachar） - 75mmF2.0[73]

以下はミラーボックスである「アストロ-イデントスコープ」（Astro-Identoskop ）用。
- アストロ-アスタン（Astro-Astan） - 125mmF3.5[71]。
- アストロ-アスタン（Astro-Astan） - 135mmF3.5[71]。
- アストロ-パンタハール（Astro-Pantachar） - 150mmF1.8[71]。
- アストロ-ポートレイト（Astro-Portrait） - 150mmF2.3（1933年発売）[74][71]。
- アストロ-ポートレイト（Astro-Portrait） - 200mmF2.3[71]。
- アストロ-パンタハール（Astro-Pantachar） - 200mmF2.3[71]。
- アストロ-アストラクス（Astro-Astrax） - 210mmF4.5[71]。
- アストロ-パンタハール（Astro-Pantachar） - 255mmF2.3[71]。
- アストロ-フェアンビル（Astro-Fernbild） - 300mmF5.0[71]。
- アストロ-フェアンビル（Astro-Fernbild） - 400mmF5.0（1933年発売）[74][71]。
- アストロ-フェアンビル（Astro-Fernbild） - 500mmF5.0[71]。
- アストロ-フェアンビル（Astro-Fernbild） - 600mmF5.0[71]。
- アストロ-フェアンビル（Astro-Fernbild） - 640mmF5.0[71]。
- アストロ-フェアンビル（Astro-Fernbild） - 800mmF5.0[71]。
- アストロ-フェアンビル（Astro-Fernbild） - 1000mmF6.3[71]。

## アベノン光機
アベノン光機が製造したレンズ。三協光機にいた阿部設計。ブランドは「アベノン」（Avenon ）。
- アベノンスーパーワイド21mmF2.8（1994年4月発売） - スクリューマウント。6群8枚。最短撮影距離1m。アタッチメントはφ58mmねじ込み[76][77]。
- アベノン28mmF3.5（1982年発売） - スクリューマウント。
- アベノンMC 28mmF3.5（1992年発売） - スクリューマウント。4群6枚。最短撮影距離1m。アタッチメントはφ43mmねじ込み。マルチコートされた。絞り羽根は6枚[75]
- アベノンニュー28mmF3.5（1997年4月[76]発売） - スクリューマウント。4群6枚。最短撮影距離1m。アタッチメントはφ43mmねじ込み。絞り羽根が10枚に増やされ円形に近づけられた。コーティングが改良され透過率が向上した。フォーカシングレバーの形状が変更された。
- アベノンP.H. AIR LENS（1996年発売） - スクリューマウント。ピンホールレンズ。28mmF125-F250相当。

## ボシュロム
ボシュロムが製造したレンズ。
- レイター75mmF2.3[78][注釈 9]。

## 北京照相機廠 （大来写真機工場）
中国の北京にあったカメラメーカーで、1956年にライカIIのコピー機である「大来（ダァライ）」とその付属レンズを生産した。
- 50mmF3.5 - エルマー型の沈胴式レンズで、いわゆる『ノーネーム・レンズ』である[80]。

## ブラウン
ドイツのカール・ブラウン・カメラヴェルク（Carl Braun Camerawerk ）が自社製カメラのブラウン・パクセテ・リフレクス（Braun Paxette Reflex）の付属レンズとして製造したレンズ。
- ブラウン・カラー・ウルタリーツ（Braun Color Ultralit ） - 50mmF2.8[注釈 10]

## ブリティッシュ・オプティカル・レンズ･カンパニー
コーフィールドが1953年に生産したバルナックコピー機ペリフレックスⅠ（Original）の付属レンズである「ルマー」（Lumar）を製造した。但し、マウントデザインはコーフィールドが行った。
- ルマー（Lumar）50mmF3.5[82]

## キヤノン/精機光学
精機光学（現キヤノン）が自社カメラ用に製造したレンズ。同社サイトに詳細な解説あり。
初期の製品はφ39mmのネジマウントながらP=1mmのJマウントであり、P=1/26inのスクリューマウントとは異なるので注意が必要である。ブランドは当初社内公募により「セレナー」（Serenar ）を使用した。
- セレナー28mmF3.5（1951年10月発売） - ダブルガウス型4群6枚。アタッチメントはφ34mmねじ込み。最短撮影距離1m。設計者は伊藤宏[84]。発売当時世界一明るい28mmレンズであった[84]
- セレナー35mmF2.8（1951年10月発売） - 4群6枚。アタッチメントはφ34mmねじ込み。最短撮影距離1m。設計者は伊藤宏[84]。
- セレナー35mmF3.2（1951年6月発売） - 4群6枚。アタッチメントはφ34mmねじ込み。最短撮影距離1m。設計者は伊藤宏[84]。
- セレナー35mmF3.5（1950年3月発売） - 3群4枚。アタッチメントはφ34mmカブセ。海外向けのみの販売。開放から高い解像をするが周辺光量は不足し周辺像が乱れる。1年強で生産を終了した[85]。設計者は黒木正名。
- セレナー50mmF1.5（1952年11月発売） - ゾナー型3群7枚[86]。アタッチメントはφ40mmねじ込み。最短撮影距離1m。後にキヤノン50mmF1.5に改名された。設計者は黒木正名。
- セレナー50mmF1.8（1951年11月発売） - ダブルガウス型[86]4群6枚[84]。アタッチメントはφ40mmねじ込み。最短撮影距離1m。設計者は伊藤宏で、開放時にフレアが発生しがちという大口径ガウス型レンズの弱点を独自の解析により克服したことで知られ、これにより紫綬褒章を得た[84]。後にキヤノン50mmF1.8に改名された。
- セレナー50mmF1.9（1949年1月発売） - 沈胴式。ダブルガウス型4群6枚[84]。アタッチメントはφ40mmねじ込み。最短撮影距離1.07m。設計者は黒木正名。絞り込んだ時はシャープで定評は得ていたが絞り開放時は残存コマ収差により画面中間部にフレアが出る[84]。
- セレナー50mmF2（1947年2月発売） - 沈胴式。4群6枚。最短撮影距離1.07m。設計者は古川良三。
- セレナー50mmF3.5（1952年8月発売） - 沈胴式。3群4枚。アタッチメントはφ34mmねじ込み。最短撮影距離1m。設計者は古川良三。後にキヤノン50mmF3.5に改名された。
- セレナー50mmF4（1947年3月発売） - 3群4枚。距離計に連動しない。
- セレナー85mmF1.5（1952年6月発売） - ダブルガウス型4群7枚。アタッチメントはφ58mmねじ込み。最短撮影距離1m。設計者は伊藤宏。
- セレナー85mmF1.9 - 4群6枚。アタッチメントはφ48mmねじ込み。最短撮影距離1m。設計者は伊藤宏。後にキヤノン85mmF1.9に改名された。
- セレナー85mmF2（1951年9月発売） - 4群6枚。アタッチメントはφ48mmねじ込み。最短撮影距離1.07m。
- セレナー85mmF2（1948年1月発売） - 4群6枚。アタッチメントはφ48mmねじ込み。最短撮影距離1.07m。設計者は黒木正名。
- セレナー100mmF3.5（1953年2月発売） - 4群5枚。アタッチメントはφ34mmねじ込み。最短撮影距離1m。設計者は伊藤宏[84]。
- セレナー100mmF4（1950年4月発売） - 3群3枚。最短撮影距離1.07m。アタッチメントはφ34mmねじ込み。設計者は黒木正名。
- セレナー100mmF4（1948年1月発売） - 3群3枚。最短撮影距離1.07m。アタッチメントはφ34mmねじ込み。設計者は黒木正名。
- セレナー135mmF3.5（1953年1月発売） - 3群4枚。最短撮影距離1.5m。設計者は向井二郎。
- セレナー135mmF4（1948年6月発売） - 3群4枚。アタッチメントはφ40mmねじ込み。海外向けのみの販売。設計者は古川良三。
- セレナー135mmF4（1948年3月発売） - 3群4枚。最短撮影距離1.52m。アタッチメントはφ40mmねじ込み。設計者は古川良三。

1953年より順次ブランドが「キヤノン」（Canon ）に変更された。
- キヤノン19mmF3.5（1964年8月発売）- 同一年に発売したキヤノンレンズFL19mmF3.5と同一光学系の7群9枚[87]。アタッチメントはφ55mmねじ込み[87]。最短撮影距離0.5m。設計者は小柳修爾。
- キヤノン25mmF3.5（1956年12月発売）- 最後群に平面特殊光学ガラスを用いることで収差を補正する変形トポゴン型3群5枚[87]。アタッチメントはφ40mmねじ込み[87]であるが専用の薄型フィルターを使用しないと蹴られが発生する。最短撮影距離1m。発売当時世界一明るい25mmレンズであった。設計者は向井二郎。
- キヤノン28mmF2.8（1957年6月発売） - オルソメター型4群6枚。アタッチメントはφ40mmねじ込み[87]。最短撮影距離1m。設計者は伊藤宏。
- キヤノン28mmF3.5（1957年1月発売） - ダブルガウス型4群6枚。アタッチメントはφ34mmねじ込み[87]。最短撮影距離1m。セレナー28mmF3.5の外装を変更した。設計者は伊藤宏[84]。
- キヤノン35mmF1.5（1958年8月発売） - 4群8枚。アタッチメントはφ48mmねじ込み。最短撮影距離1m。設計者は向井二郎。
- キヤノン35mmF1.8（1957年5月発売） - 4群7枚。アタッチメントはφ40mmねじ込み。最短撮影距離1m。設計者は向井二郎。
- キヤノン35mmF2（1963年7月発売） - 4群7枚。アタッチメントはφ40mmねじ込み。最短撮影距離1m。設計者は向井二郎。
- キヤノン35mmF2（1962年4月発売） - 最短撮影距離1m。設計者は向井二郎。
- キヤノン35mmF2.8（1957年3月改名） - 4群6枚。アタッチメントはφ40mmねじ込み。最短撮影距離1m。設計者は伊藤宏[84]。
- キヤノン35mmF3.5（1957年発売） - 4群6枚。
- キヤノン50mmF1.2（1956年9月発売） - 5群7枚[88]。アタッチメントはφ55mmねじ込み。最短撮影距離1m。設計者は伊藤宏。
- キヤノン50mmF1.4（1959年8月発売） - 4群6枚。アタッチメントはφ48mmねじ込み。最短撮影距離1m。設計者は伊藤宏。
- キヤノン50mmF1.4（1957年11月発売） - 4群6枚。アタッチメントはφ48mmねじ込み。最短撮影距離1m。設計者は伊藤宏。
- キヤノン50mmF1.5 - セレナー50mmF1.5から改名された。ゾナー型3群7枚。アタッチメントはφ40mmねじ込み。最短撮影距離1m。設計者は黒木正名。
- キヤノン50mmF1.8（1958年12月発売） - 4群6枚。アタッチメントはφ40mmねじ込み。最短撮影距離1m。
- キヤノン50mmF1.8 - ダブルガウス型4群6枚[84]。アタッチメントはφ40mmねじ込み。最短撮影距離1m。。セレナー50mmF1.8から改名された。
- キヤノン50mmF2.2（1961年1月発売） - 4群5枚。最短撮影距離1m。設計者は向井二郎。
- キヤノン50mmF2.8（1959年2月発売） - 3群4枚。アタッチメントはφ40mmねじ込み。最短撮影距離1m。設計者は向井二郎。
- キヤノン50mmF2.8（1957年11月発売） - 3群4枚。アタッチメントはφ40mmねじ込み。最短撮影距離1m。設計者は向井二郎。
- キヤノン50mmF2.8（1955年1月発売） - 3群4枚。アタッチメントはφ34mmねじ込み。最短撮影距離1m。設計者は向井二郎。
- キヤノン50mmF3.5（1952年8月発売） - 沈胴式。3群4枚。アタッチメントはφ34mmねじ込み。最短撮影距離1m。設計者は古川良三。セレナー50mmF3.5から改名された。
- キヤノン85mmF1.5（1960年3月発売） - ダブルガウス型4群7枚。アタッチメントはφ58mmねじ込み。最短撮影距離1m。光学系はセレナー85mmF1.5と同じだが鏡胴に軽合金を使用し軽量化されている。設計者は伊藤宏。
- キヤノン85mmF1.8（1961年3月発売） - 4群5枚。アタッチメントはφ58mmねじ込み。最短撮影距離1m。設計者は向井二郎。
- キヤノン85mmF1.9（1958年8月発売） - 4群6枚。アタッチメントはφ48mmねじ込み。最短撮影距離1m。設計者は伊藤宏。セレナー85mmF1.9から改名された。
- キヤノン100mmF2（1952年発売[89]または1959年1月発売） - 4群6枚。アタッチメントはφ58mmねじ込み。最短撮影距離1m[89]。設計者は向井二郎。
- キヤノン100mmF3.5（1960年3月発売） - 4群5枚。アタッチメントはφ40mmねじ込み。最短撮影距離1m。設計者は伊藤宏。
- キヤノン100mmF3.5（1958年4月発売） - 4群5枚。アタッチメントはφ34mmねじ込み。最短撮影距離1m。設計者は伊藤宏[84]。鏡胴にアルミニウムを多用して軽量化を図り、操作性に優れたポートレート用レンズとなった[84]。セレナー100mmF3.5から改名された。
- キヤノンM 135mmF2.5（1958年7月発売） - 4群6枚。最短撮影距離1.5m。アタッチメントはφ58mmねじ込み。
- キヤノン135mmF3.5（1961年1月発売） - 3群4枚。最短撮影距離1.5m。アタッチメントはφ48mmねじ込み。設計者は向井二郎。
- キヤノン135mmF3.5（1958年4月発売） - 3群4枚。最短撮影距離1.5m。アタッチメントはφ48mmねじ込み。設計者は向井二郎。
- キヤノンM 200mmF3.5（1958年7月発売） - 5群7枚。最短撮影距離2.5m。アタッチメントはφ58mmねじ込み。
- キヤノン200mmF3.5（1957年3月発売） - 5群7枚。最短撮影距離3m。アタッチメントはφ36.5mmねじ込み。
- キヤノン300mmF4（1960年1月発売） - 4群5枚。最短撮影距離1.5m。アタッチメントはφ48mmねじ込み。海外向けのみの販売。
- キヤノン400mmF4.5（1960年1月発売） - 4群5枚。最短撮影距離3.1m。アタッチメントはφ48mmねじ込み。
- キヤノン400mmF4.5（1956年9月発売） - 4群5枚。最短撮影距離8m。アタッチメントはφ36.5mmねじ込み。
- キヤノン600mmF5.6（1960年1月発売） - 1群2枚。最短撮影距離6.4m。アタッチメントはφ48mmねじ込み。
- キヤノン600mmF5.6（1958年9月発売） - 1群2枚。最短撮影距離5m。アタッチメントはφ36.5mmねじ込み。
- キヤノン800mmF8（1960年1月発売） - 1群2枚。最短撮影距離13.5m。アタッチメントはφ48mmねじ込み。
- キヤノン800mmF8（1953年3月発売） - 1群2枚。最短撮影距離9.7m。アタッチメントはφ36.5mmねじ込み。
- キヤノン1000mmF8（1960年1月発売） - 1群2枚。最短撮影距離21m。アタッチメントはφ48mmねじ込み。
- キヤノン1000mmF8（1960年1月発売） - 1群2枚。最短撮影距離17.3m。アタッチメントはφ36.5mmねじ込み。

## カール・ツァイス
カール・ツァイスまたはそのOEMで製造されたもの。
以下は戦前カール・ツアイスおよびカール・ツァイス・イエナ（東ドイツ）製。
- ビオゴン（Biogon）35mmF2.8 - カール・ツァイス・イエナ製。スクリューマウント。
- ゾナー（Sonnar）50mmF1.5 - カール・ツァイス・イエナ製。スクリューマウント。イタリア製カメラ、ガンマII型、III型向けに供給された。
- ゾナー（Sonnar）58mmF1.5 - カール・ツァイス・イエナ製。500本程度しか販売されなかった希少品。
- ゾナレックス（Sonnarex）5.8cmF1.5 - カール・ツァイス・イエナ製。für Leicaと刻印。希少品。
- ビオター（Biotar）5.8cmF2 - カール・ツァイス・イエナ製。
- ゾナー（Sonnar）75mmF4 - カール・ツァイス・イエナ製。
- ゾナー（Sonnar）85mmF2 - カール・ツァイス・イエナ製。

以下はコシナ製。ZMマウントは事実上Mマウントと互換性がある。
- ディスタゴン（Distagon）15mmF2.8 - コシナ製、ドイツ製造。9群11枚。最短撮影距離0.3m。アタッチメントはφ72mmねじ込み。距離計非連動。ZMマウント。
- ディスタゴン（Distagon）18mmF4 - コシナ製。8群10枚。最短撮影距離0.5m、0.7mまで距離計連動。アタッチメントはφ58mmねじ込み。ZMマウント。
- ビオゴン（Biogon）21mmF2.8 - コシナ製。7群9枚。最短撮影距離0.7m。アタッチメントはφ46mmねじ込み。ZMマウント。
- Cビオゴン（C Biogon）21mmF4.5 - コシナ製。6群8枚。最短撮影距離0.7m。アタッチメントはφ46mmねじ込み。ZMマウント。
- ビオゴン（Biogon）25mmF2.8 - コシナ製。7群9枚。最短撮影距離0.7m。アタッチメントはφ46mmねじ込み。ZMマウント。
- ビオゴン（Biogon）28mmF2.8 - コシナ製。6群8枚。最短撮影距離0.7m。アタッチメントはφ46mmねじ込み。ZMマウント。
- ビオゴン（Biogon）35mmF2 - コシナ製。6群9枚。最短撮影距離0.7m。アタッチメントはφ43mmねじ込み。ZMマウント。
- Cビオゴン（C Biogon）35mmF2.8 - コシナ製。5群7枚。最短撮影距離0.7m。アタッチメントはφ43mmねじ込み。ZMマウント。
- Cゾナー（C Sonnar）50mmF1.5 - コシナ製。ZMマウント。4群6枚。最短撮影距離0.9m。アタッチメントはφ46mmねじ込み。Cはコンパクト、クラシックの意。10枚羽根の絞りを採用し、絞り調節は1/3段。
- ゾナー（Sonnar）50mmF1.5（2007年9月発表、限定生産） - コシナ製。ZMマウント。2007年12月には受注を終了した。
- プラナー（Planar）50mmF2（2005年発売） - コシナ製。ZMマウント。4群6枚。最短撮影距離0.7m。アタッチメントはφ43mmねじ込み。
- ゾナー（Sonnar）85mmF2 - コシナ製、ドイツ製造。6群6枚。近距離補正方式を採用し最短撮影距離1m。アタッチメントはφ58mmねじ込み。ZMマウント。構成自体はプラナー型。
- テレテッサー（Tele Tessar）85mmF4 - コシナ製。3群5枚。最短撮影距離0.9m。アタッチメントはφ43mmねじ込み。

ローライがローライ35RF用に販売したレンズは別項にて記載

## キナーリア・ドメニコ
イタリアのキナーリア・ドメニコ（Chinaglia Domenico ｰ C.D.）が自社製のバルナックコピー機「クリスタル」（KRISTALL）の付属レンズとして製造した沈胴式レンズ。
- クリナー・アナスティグマット（Krinar-Anastigmat） - 50mmF3.5[68]。レンズ構成は変わらず、クリスタル53やR用に名を変えたもの。
- トリクサ--・アナスティグマット（Trixar-Anastigmat） - 50mmF3.5[68]。AFIOM Wega向けにステイナーの名を変えたもの。鏡胴を変更したヴェガ銘のものもある。
- ステイナー・アナスティグマット（Steinar-Anastigmat） - 50mmF3.5[68]。3群3枚構成。リスタル3型まで装着された。 。
- クリナロン（Krinaron） - 90mmF4.5[68]。

## 千代田商会
チヨカ/チヨタックス用のレンズで、『自社製』の「ヘキサー」（Hexar）、小西六写真工業製の「ヘキサノン」（Hexanon）、レナ光学製の「レナ」（Lena ）、ライゼ光学製の「ライゼ」（Reise ）があった。
- ヘキサノン50mmF1.9（1955年頃発売） - チヨタックスIIIFの付属レンズ。小西六写真工業製の正規のレンズであるため、当時はかなり話題になった。
- ライゼ-QC 50mmF3.5 - チヨカ/チヨタックスの製造元であるライゼ光学工業が製造したレンズ。チヨカIIFの後期型と組み合わされた物が多い[90][91]。
- レナQC 50mmF3.5 - 東京にあったレナ光学が製造したレンズ[92]。ヘキサー50mmF3.5と比べると各所の仕上げが向上している[90]。
- ヘキサー50mmF3.5（1951年頃発売） - 小西六の引伸しレンズを購入し自家製の沈胴式距離計連動鏡胴に組み込んだもので、1955年に小西六から正規に発売された製品とは別物。距離計の連動カムが調整されないまま出荷された物がある。被写界深度目盛りは35mmレンズより深い表示になっている。珍品[90]。

## コーフィールド
コーフィールドが自社製ペリフレックス（一種の一眼レフ）用に、イェーナから購入したエレメントを特許を持つアルミ鏡胴に組み込んで製造したもの。フランジバックなどはライカスクリューと同一であるが、距離計には連動しない。ブランドは「ルマー」（Lumar ）と「ルマックス」（Lumax ）。
- レトロルマックス 28mm F3.5  - レトロフォーカス
- ルマックス 35mm F3.5
- ルマックス 45mm F1.9（1961年発売[94]） - 4群6枚。手動絞り[95]。
- ルマックス 45mm F2.8（1957年発売[95]） - テッサー型の3群4枚。手動絞り[95]。
- ルマックス 50mm F1.9（1961年発売） - 4群6枚。プリセット絞り[94]。
- ルマックス 50mm F2.4（1961年発売） - 4群6枚。プリセット絞り[94]。
- ルマックス 50mm F2.8（1961年発売） - 3群4枚。プリセット絞り[94]。
- ルマックス 50mm F3.5
- ルマーX 50mm F3.5
- ルマー 50mm F3.5（1954年発売[95]） - 3群3枚。手動絞り[95]。
- スーパールマックス 85mm F1.5
- ルマー 95mm F2.8
- ルマー 100mm F4
- テレルマックス 135mm F3.5
- ルマー 240mm F4.5
- テレルマックス 400mm F4.5

## イーストマン・コダック
イーストマン・コダックが製造したレンズ。ブランドは「エクター」（Ektar ）。
- エクター47mmF2 - 元々はカードンの標準レンズとして製造された。民生用、軍用とで鏡筒のデザインが若干異なる。日沖宗弘は優秀なレンズであるとし、その理由として「設計がやや古いが美しいボケ味と色再現度をもち、華やかな描写の中に風格が漂う」とし、「前ボケが美しく歪曲が少ない利点がある」とも、「少し絞ると柔らかみを残しつつシャープになる」とも評している。また欠点として「開放からF2.8あたりまではフレアが多い」とし、「逆光にも弱い」とも指摘している。またポートレート用だとして用途を限定している[96][97]。
- エクター50mmF1.9

## エミール・ブッシュ
エミール・ブッシュが製造したレンズ。
- グリプター（Glyptar ）3.5cmF3.5

## エナ
ミュンヘンにあったエナ（Enna Werk,Dr.Appelt GmbH）が製造したレンズ。またエナはコーフィールドが製造したスクリューマウントレンズのエレメントの製造元でもあり、ブリティッシュ・オプティカル・レンズ・カンパニーを通じて納入していた。
- リタゴン85mmF1.5[99]
- テレ-エナストン135mmF3.5[注釈 11]

## フィロテクニカ
ミラノにあったフィロテクニカ（Filotecnica ）が製造したレンズ。
- ベータ（BETA）50mmF3.5[68]
- ガンマ（GAMMA）90mmF4.0[68]

## 富士フイルム
富士フイルムが製造したレンズ。ブランドは「フジノン」（Fujinon ）。
- フジノン3.5cmF2（1954年発売） - 当時ライカマウントの35mm市販レンズでは世界最高速であった。スクリューマウント。5枚の新種ガラスを含む5群7枚構成[101]。
- フジノン5cmF1.2（1954年発売[102][103]） - 変形ダブルガウス型[86]4群8枚[88]。当初クローム仕上げが発売され、後にブラッククロームとなった[103]。
- フジノン5cmF2[104] - ダブルガウス型[86]
- クリスター5cmF2（1948年特許出願） - ダブルガウス型[86]4群6枚[105]。
- フジノン5cmF2.8[104]
- フジノン10cmF2（1954年発売[102]）

なお、富士フイルムは2011年から発売しているFUJIFILM Xシリーズのミラーレス一眼カメラ用に、メーカー純正のMマウントアダプターを発売しており、レンズラインアップの少なさをカバーするとともに、オールドレンズ愛用者への訴求を行っている。

## ガットCav.アントニオ
イタリアのガットCav.アントニオ（Gatto Cav. Antonio（Sonne）,Pordenone ）が自社製のバルナックコピー機「ソンネ」（SONNE）の付属レンズとして製造したレンズ。
- アドレナル（ADLENAR）50mmF3.5[107]。
- T.エリオナー（T.ELIONAR）50mmF3.5　-1948年に初めてアントニオ・ガットが製作したソンネIVに装着されていたレンズ。

## 杭州照相機研究所（杭州光学機器工場）
1959年頃、ハンガリー製モメッタIIIのコピー機である西湖試作型カメラとその付属レンズを生産した。
- 50mmF3.5　F3.5-F16

## 南京光学機器工場
中国の南京市にあった光学機器工場。1959年から1961年にかけてFED Type-Ⅱのコピー機である「南京 M1」とその付属レンズを生産した。レンズの銘は「南京光学仪器廠」となっている。王士元『中国照相机集锦』より、カメラの品番が「南京58-2型」である。加えて、「南京58-1型」カメラも存在している。
- 50mmF2.8 - インダスター26Mのコピーレンズである[112]。

- 50mmF2.8 - 「南京58-1型」のレンズ。二層コーティング。実際焦点距離が52.2mm、絞りがF2.8-22[113]。上記の50mmF2.8とは同一レンズかまた不明。他の南京製造ライカコピーの場合、絞りがF2.8-16のレンズも存在している。

## ホークス・ファクトリー
ホークス・ファクトリー（HAWKS FACTORY）は、世界で初めてデジタル用ライカMヘリコイドアダプタを製造した台湾企業である。
- ツバサ スワロー（TSUBASA Swallow） - 35mmF2。Mマウント。エレメントは6群8枚構成。日本製レンズを自社設計の鏡胴に組み込んで作られている。（2017年発売予定）[114]

## インドゥストリア・シェンティーフィカ・オーティカ
I.S.Oと言う略称が一般的な、イタリアのインドゥストリア・シェンティーフィカ・オーティカ（ISO Industria Scientifica Ottica,Millano）が製造したレンズである。
- アグラル（AGLAR） - 80mmF2.5[68]。

## イスコ
シュナイダー・クロイツナッハの子会社であるイスコ（ISCO Optische Werke Gmbh,）がイタリアのバルナックコピー機「レクタ」（RECTA）に付属レンズとして供給したレンズである。
- ベスター（WESTAR） - 50mmF3.3[68]。

## ケンコー
ケンコーが製造したレンズ。
- ピンホールレンズ02 - 28mmF140/35mmF175/50mmF250相当。スクリューマウント。
- クローズアップシステムスクリューマウント用 - 52mmF8相当、接写倍率0.3倍の固定焦点接写専用レンズ。3群3枚構成、スクリューマウント。

## KIPON
- KIPON IBERIT  24mm F2.4Mマウント。
- KIPON IBERIT  35mm F2.4Mマウント。
- KIPON IBERIT  50mm F2.4Mマウント。
- KIPON IBERIT  75mm F2.4Mマウント。

## キルフィット/ハインツ・キルフィット/カメアバウ・アンシュタイト・ヴァドォツ
ミュンヘンで創立後リヒテンシュタインに移った光学機器メーカーキルフィットが製造したレンズ。銘は「キラー」（Kilar）。全てキルフィット・ミラーボックス（KILFIT mirror box）専用レンズである
- マクロ-キラー（MAKRO-KILAR）90mmF2.8[92]
- キラー（KILAR）90mmF3.5[92]
- キラー（KILAR）135mmF3.8[92]
- テレ-キラー（TELE-KILAR）150mmF3.5[92]
- テレ-キラー（TELE-KILAR）300mmF5.6[92]
- フェアン-キラー（FERN-KILAR）400mmF5.6[92]

## コニカ
小西六写真工業/コニカ（現コニカミノルタ）が製造したレンズ。ブランドは原則テッサー型が「ヘキサー」（Hexar ）、それを超える構成の高級レンズが「ヘキサノン」（Hexanon ）。
1950年代に販売されたスクリューマウントレンズは、瑞宝光学精機のオーナー35、千代田商会のチヨカ、チヨタックスカメラのチヨタックスに装着されて販売された。
- ヘキサノン50mmF1.9（1955年発売） - スクリューマウント[117]。5群6枚。アタッチメントはφ39.5mmねじ込み。千代田商会のチヨタックスIIIFの付属レンズでもある。
- ヘキサー50mmF3.5（1955年発売） - スクリューマウント、沈胴式。3群4枚[115]。
- ヘキサノン60mmF1.2（1954年発売[102]） - スクリューマウント。4枚の新種ガラスを含む[118]6群8枚[102][88]。当時あった大口径競争に参加したレンズ。

1990年代後半にクラシックカメラブームでいくつかレンズを製造した。
- UCヘキサノンL 35mmF2（2001年9月限定発売） - ヘキサノンL35mmF2をマルチコート化したもの。1,000本限定販売。発売元は藤澤商会。ブラックペイント。
- ヘキサノンL 35mmF2（1996年限定発売） - 高級コンパクトカメラ「ヘキサー」のレンズをライカスクリューマウントにして販売したもの。6群7枚。1,000本限定販売。発売元は藤澤商会。
- ヘキサノンL50mmF2.4（1997年限定発売） - 4群6枚。沈胴式。スクリューマウント。1,000本限定販売。
- ヘキサノンL60mmF1.2（1999年限定[118]発売） - 発売元は藤澤商会。スクリューマウント。6群7枚。最短撮影距離0.8m。アタッチメントはφ58mmねじ込み。絞り羽根10枚。800本限定販売。

1999年に事実上MマウントそのもののKMマウントで自社カメラのヘキサーRFと以下のレンズを発売した。
- Mヘキサノン28mmF2.8（1999年発売） - KMマウント。
- Mヘキサノン35mmF2（1999年発売） - KMマウント。
- Mヘキサノン50mmF1.2（2001年限定発売） - KMマウント。ヘキサーRF2001リミテッドエディションモデルと組み合わせて2,001本限定で販売された。
- Mヘキサノン50mmF2（1999年発売） - KMマウント。
- Mヘキサノン90mmF2.8（1999年発売） - KMマウント。絞り羽根枚数10枚。最短撮影距離1m。アタッチメントはφ46mmねじ込み。重量330g、全長69mm、フード内蔵式。

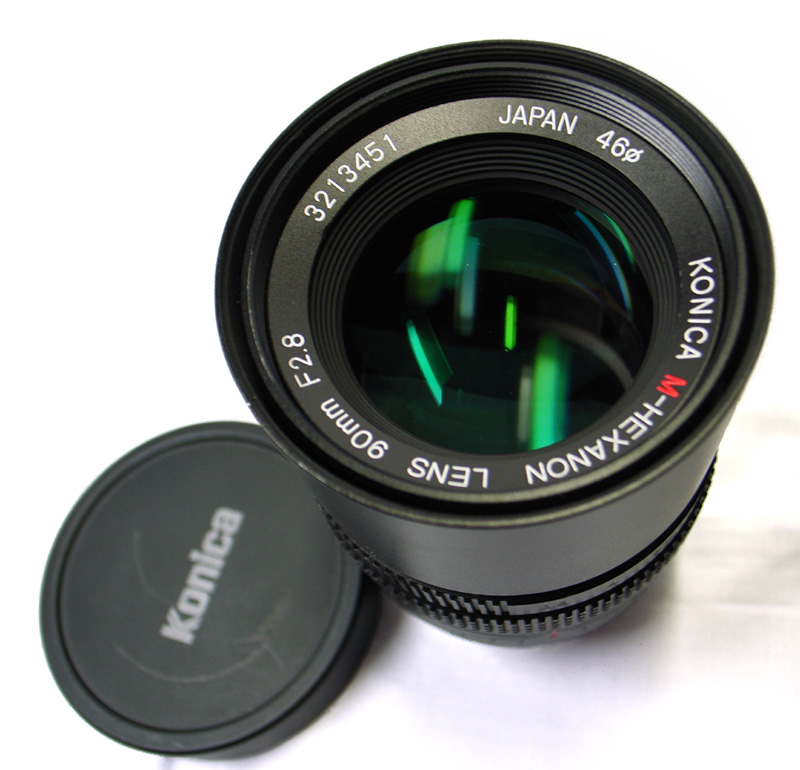
Mヘキサノン90mmF2.8
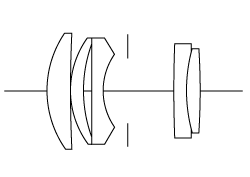
構成図

- Mヘキサノンデュアルレンズ21mmF3.4/35mm4.0（2002年限定発売） - KMマウント。10群11枚。アタッチメントはφ62mmねじ込み。21/35mmファインダーとセットで600本限定販売された。

## 興和
興和が製造したレンズ。ブランドは「プロミナー」（Prominar ）。
- プロミナー3.5cmF2.8 - 4群6枚[105]。
- プロミナー100mmF2 - 3群6枚[105]。

## 協栄光学
協栄光学は三協光機から枝分かれしてできたメーカーで、製品はコムラーとほぼ同じものである。ブランドはエイコール（Acall ）。
- Wエイコール35mmF2.8 - 4群6枚。アタッチメントはシリーズVI[120]
- Wエイコール35mmF3.5 - 4群5枚。アタッチメントはシリーズVI[120]。
- エイコール80mmF3.5 - 3群3枚。アタッチメントはシリーズVI[120]。
- エイコール105mmF2.8 - 4群4枚。アタッチメントはシリーズVI[120]。
- スーパーエイコール105mmF3.5 - 3群3枚。アタッチメントはシリーズVI[120]。
- エイコール105mmF3.5 - 3群3枚。アタッチメントはシリーズVI[120]。
- スーパーエイコール135mmF3.5 - 3群4枚。アタッチメントはシリーズVII[120]。
- エイコール135mmF3.5 - 3群4枚。
- エイコール250mmF4 - 3群4枚。アタッチメントはシリーズIX[120]。距離計連動。

## 京セラオプテック/富岡光学器械製造所
- トミノン C 50mmF1.8 - 瑞宝光学精機のオーナーと形状が酷似したレンズである[121]。

## レナ光学
- レナQC. 50mmF3.5 - 千代田商会のチヨカの標準レンズ[92]。

## レオタックス
昭和光学精機/レオタックスカメラが自社のレオタックスに自社ブランドで付属させていたレンズ。製造は複数のレンズメーカーに委託していた。ブランドは「レタナー」、「レオノン」（Leonon ）。
- レオノン5cmF2[122]
- レオノン50mmF2.8
- レタナー50mmF3.5[123]

## ロモグラフィー
- ニュールサール+（NEW Russar +）20mmF5.6 - ルサールMR-2のリバイバル版。オリジナルと同じゼニット社（S・A・ズヴェーレフ記念クラスノゴールスク工場）が生産している。ライカMマウント変換アダプターが付属している[注釈 13]。
- ニュージュピター-3+ アートレンズ（NEW JUPITER 3+ Art Lens）50mmF1.5 - 1988年に生産が終了したジュピター-3の少数限定販売のリバイバル版。 レンズ構成は3群7枚構成。ゾナー50mmF1.5のコピー。L39マウントでMマウント用変換リングが付属している。ボディは真鍮製。最短撮影距離は0.7mでオリジナルより短くなっている。アタッチメントはφ40.5mmねじ込み。生産はオリジナルと同じゼニット社（S・A・ズヴェーレフ記念クラスノゴールスク工場）である[注釈 14]。

## マルケマス&ラインホルド
- オプティマー100mmF3.5[126]。

## メディアジョイ
- MJPH28（2002年発売） - ピンホールレンズ。スクリューマウント。27.8mmF92相当。
- メディアJソフト90mmF2.8（1999年発売） - メニスカス単玉の軟焦点レンズ。スクリューマウント。ヘリコイドユニットH-90を併用する。絞りは絞りユニットF5.6、絞りユニットF11を使用する。

## マイヤー・オプティク・ゲルリッツ
マイヤー・オプティク・ゲルリッツはかつてドイツに存在した光学機器メーカー。日本では「フーゴ・メイヤー」又は「ヒューゴ・メイヤー」の呼称で知られていた「フーゴ・マイヤー」（Dr.Rudolph Hugo Meyer & Co., Görlitz）が元々の社名。旧東独時代の1946年に人民公社に再編され、社名が「VEBオプティシェ・ファインメヒャニシュ・ヴェルケ・ゲルリッツ」に変更された。1990年のドイツ統一を機にマイヤー・オプティク・ゲルリッツとして独立したが、翌年終焉を迎えている。再独立後は「マイヤー・オプティク」の呼称が一般的である。
- キノ・プラズマート（Kino-Plasmat ）1inF1.5  - 焦点距離は換算すると約25mm。
- マクロ・プラズマート（Makro-Plasmat ）35mmF2.7
- キノ・プラズマート（Kino-Plasmat ）1+5/8inF1.5 - 焦点距離は換算すると約41mm。
- キノ・プラズマート（Kino-Plasmat ）5cmF1.5
- プリモプラン（Primoplan ）5cmF1.9
- マクロ・プラズマート（Makro-Plasmat ）5cmf2.7
- トリオプラン（Trioplan ）5cmf2.9 - 2017年発売
- プラズマート（Plasmat ）75mmF1.5
- プラズマート（Makro-Plasmat ）75mmF1.5
- プリモプラン（Primoplan ）75mmF1.9
- プラズマート（Makro-Plasmat ）75mmF2.9
- プリモプラン（Primoplan ）80mmF1.9
- トリオプラン（Trioplan ）4inF2.8 - 焦点距離は換算すると約100mm。

## ミノルタ
千代田光学/ミノルタカメラ/ミノルタ（現コニカミノルタ）が製造したレンズ。Gロッコール28mmF3.5を除き自社製のミノルタ35シリーズ用。ブランドは「ロッコール」（Rokkor ）。
- Gロッコール28mmF3.5（1998年2000本限定発売） - 高級コンパクトカメラミノルタTC-1のレンズ部分をスクリューマウント化したもの。2枚3面の非球面レンズを含む5群5枚。最短撮影距離0.8m。アタッチメントはφ40.5mmねじ込み。絞りは円形に近い9枚羽根。外装は美しい白アルマイト仕上げ。ファインダーは用意されなかった[16]。
- WロッコールQF35mmF1.8（1958年発売[127]） - スクリューマウント。ダブルガウス型4群6枚。アタッチメントはφ46mmねじ込み。
- ロッコール35mmF3.5（1956年5月発売[127]） - スクリューマウント。テッサー型3群4枚[127]。アタッチメントはφ34mmねじ込み。
- スーパーロッコール45mmF2.8（1947年発売[128]） - スクリューマウント。3群5枚。アタッチメントはφ34mmねじ込み。当初ミノルタ35I型は24×32mmと、24×36（ライカ）判より少し幅が狭いニホン判であったため標準レンズをこの焦点距離とした。そのヘリコイドの形状から「梅鉢」と愛称される。ミノルタ初のF2.8高速レンズであり、期待と自信を込め名称に「スーパー」をつけた。新種ガラスがない時代に苦心して設計した結果第1群は凸凹凸の3枚接合であり、バルサムで張り合わせていた当時製造が困難であった[128]。絞り値は正面小穴の中に表示されるため見にくい。初期製品はソフトコーティングで非常に弱い。絞り開放でライカ判に使用するとかなり周辺減光がある。絞り羽根は9枚だが口径食が大きいため画面中心以外で分散円はきれいな円形にはならない。F値が暗いのはミノルタI型の距離計基線長が短いためである[129]。
- ロッコール45mmF3.5 - スクリューマウント。
- スーパーロッコール50mmF1.4[123]
- スーパーロッコール50mmF1.8（1957年[130]または1958年5月発売） - スクリューマウント。ダブルガウス型5群6枚。アタッチメントはφ46mmねじ込み。
- スーパーロッコール5cm[131]/50mmF2（1955年7月発売） - スクリューマウント。ダブルガウス型6群7枚。ミノルタ35II型発売で明るいレンズが必要になり、新種ガラスを使用しないで初期のズミクロン50mmF2をデッドコピーしたと言われている[132]。アタッチメントは初期型φ40.5mmねじ込み、その後はφ43mmねじ込み。
- スーパーロッコール5cmF2.8[133][122]（1955年7月発売） - スクリューマウント。スーパーロッコール45mmF2.8の設計をそのまま拡大した3群5枚。アタッチメントはφ40.5mmねじ込み。スーパーロッコール45mmF2.8を改良しライカ判に対応、ハードコート化、絞り等間隔化、クリックストップ化などした。回転式ヘリコイドであるにも関わらず絞り目盛りが片側にしかないのは不便であり、また回転ヘリコイドでクリックストップは有効ではない[129]。
- スーパーロッコール8.5cm[127]/85mmF2.8（1948年10月発売[127]） - スクリューマウント。3群5枚。アタッチメントはφ40mmねじ込み。日沖宗弘は「古き良き時代のロッコールの味。安定した性能の中に華やかさと優れたトーンの再現力を秘めている」としている[60]。
- テレロッコールQE100mmF3.5（1958年発売） - スクリューマウント。エルノスター型4群5枚[134]。光学設計はSR用と共通。アタッチメントはφ46mmねじ込み。
- テレロッコール11cm[127]/110mmF5.6（1948年発売[127]） - スクリューマウント。2群4枚。アタッチメントはφ40mmねじ込み。F値が暗いのはミノルタ35I型の距離計基線長が短いためである[129]。
- テレロッコール13.5cm[127]/135mmF4（1949年発売[127]） - スクリューマウント。テレ型3群4枚。アタッチメントはφ40mmねじ込み。

## ミランダカメラ/オリオンカメラ/オリオン精機産業
ミランダカメラが製造したレンズ。
- ワイドアングルアルファ35mmF2.8（Wide Angle Alfa 、1952年発売）
- スープリーム（Supreme ）105mmF2.8 - ミラーボックス「ミラックスA型」とベローズ「フォーカベル」を介して使用する。

## 三鈴光学工業
三鈴光学工業が少数製造したバルナックライカコピーのカメラ「アルタ35」用として作られた。
- アルタノン50mmF2（1957年発売） - 最短撮影距離1.5ft[115]。
- アルタノン50mmF3.5（1957年発売） - 沈胴式[115]。初期の製品はクロームメッキ、後期の製品は絞りリングとマウント部以外黒色塗装になっている[135]。

## 宮崎光学
- PERAR 21mmF4.5（2016年発売） - 3群3枚トリプレット型。
- PERAR 24mmF4.0（2014年発売） - 3群3枚トリプレット型。
- PERAR 28mmF4.0（2012年発売） - 3群3枚トリプレット型。
- PERAR 35mmF3.5（2010年発売） - 3群3枚トリプレット型。スクリューマウント180本製作された。
- REIROAL M MC プラチナクローム35mmF1.4（2015年発売） - 4群6枚ダブルガウス型。
- SONNETAR 50mmF1.1（2012年発売） - 4群5枚ゾナー型。
- MS-MODE-S 50mmF1.3（2006年発売） - 4群5枚ゾナー型。スクリューマウントとSマウント両対応のデュアルマウントが100台、スクリューマウントが50台製作された。
- MS-MODE-AH APOQUALIA 50mmF3.5（2009年発売） - 3群5枚ヘリアー型。

## 無一居
- 花影 S1 60mmF2.2（2014年7月発売） - 3群4枚、タンバール90mmの光学系を変更して設計
- 院落 P1 50mmF1.9（2021年7月発売） - 4群6枚、キノ・プラズマートf2
- 香箋 G1 50mmF2（2023年3月発売）- 4群6枚、スピード・パンクロ I
- 院落 P2 50mmF1.5（2024年11月発売）- 4群6枚、キノ・プラズマートf1.5
- 院落 P3 60mmF1.2（2025年夏完成予定）- 4群5枚、ラピッド・プラズマートf1

## ナショナルオプティカル/スチュワートリー
ナショナルオプティカルは英国イングランドの光学メーカーで、スクリューマウントレンズはレンズ部分のみを手がけ、鏡胴部分はスコットランドのスチュワートリーに製造委託していたため、ダブルネームとなっている。
- トライノールアナスチグマット（Trinol Anastigmat ）105mmF3.5 - 3群3枚トリプレット型、アタッチメントはφ39mmねじ込み、最小絞りF22、最短撮影距離120cm、重量350g。

## ニッカカメラ
ニッカカメラのバルナックコピー機は、1948年4月発売のNICCA（Original）以降、日本光学工業のニッコールが標準レンズであったが、1958年発売のNICCA 33のみNICCA銘のレンズが標準レンズとして装備されていた。
- NICCA 50mmF2.0 - OEM生産だったようだが、委託先は不明[137]。

## ニコン
日本光学工業（現ニコン）がニッカカメラ用に製造したレンズ。ブランドは「ニッコール」（Nikkor ）。
- WニッコールC 2.5cmF4（1953年発売） - トポゴン型4群4枚。アタッチメントはφ34.5mmねじ込み[138]。設計者は東秀夫。
- WニッコールC 2.8cmF3.5 - 4群6枚[87]。日沖宗弘は「中心部は開放から使え、少し絞ればいく分硬目だがライツのズマロン35ミリF3.5や、オールドコンタックスIIIa用ビオゴン35ミリF2.8等に肉薄する性能」としている[23]。
- WニッコールC 3.5cmF1.8（1956年9月発売） - 発売当時世界最高速の35mmレンズであった。変形クセノター型の5群7枚構成。設計者は東秀夫。
- Wニッコール 3.5cmF2.5（1952年発売） - Sマウントと光学系は共通の4群6枚[138]で、後には一部改良しニコノス用としても使用された。設計者は東秀夫。
- WニッコールC 3.5cmF3.5（1948年発売） - 3群4枚[138]。設計者は村上三郎。
- ニッコールN 5cmF1.1（1956年2月発売） - 6群9枚。アタッチメントはφ62mmねじ込み[138]。このスペックとしては帝国光学工業のズノー5cmF1.1に続いて二番目。設計者は村上三郎。
- ニッコールSC 5cmF1.4 - ゾナーのデッドコピーであった5cmF1.5を改良しF1.4の表示をしたのは当時世界最高速ですなわち世界初。しかし発売当初はF1.5そのままで「誤差の範囲内」と発売したという。3群7枚構成。ダブルヘリコイドになっており0.9m=3.3ftまで距離計連動、さらに距離計非連動ながら0.46m=1.5ftまで近接できる。アタッチメントはφ43mmねじ込み[139]。
- ニッコールSC 5cmF1.5（1949年発売） - 光学系は1942年頃までに設計されたレントゲン用を流用した3群7枚[138]。設計者は村上三郎。
- ニッコールHC 5cmF2（1946年発売） - 3群6枚ゾナ−型。スクリューマウント。ダブルヘリコイドになっており0.9m=3.3ftまで距離計連動、さらに距離計非連動ながら0.46m=1.5ftまで近接できる。
- ニッコールH 5cmF2[140] - 光学系はハンザキヤノン用として1935年頃に設計された流用。設計者は村上三郎。ガラス製造が軌道に乗る1948年までに、硝材の在庫払底により何度か設計変更している。5cmF2には沈胴型もあるが珍品。
- ニッコールQC 5cmF3.5（1945年発売） - 沈胴。エルマー型。スクリューマウント。光学系はハンザキヤノン用として1935年頃に設計された流用。設計者は村上三郎。
- ニッコールQC 5cmF3.5（1945年発売） - 固定鏡胴。スクリューマウント。ダブルヘリコイドになっており0.9m=3.3ftまで距離計連動、さらに距離計非連動ながら0.46m=1.5ftまで近接できる。
- マイクロニッコール 5cmF3.5 - 4群5枚構成。
- ニッコールPC 8.5cmF2（1948年発売） - スクリューマウント。設計者は村上三郎。
- ニッコールPC 10.5cmF2.5 - スクリューマウント。光学系はSマウント用と共通の3群5枚であり、後にほぼそのままFマウントに流用された。アタッチメントはφ52mmねじ込み[138]。
- ニッコール 13.5cmF3.5 - スクリューマウント。3群4枚。アタッチメントはφ43mmねじ込み[138]。レンズ鏡胴部分はSマウントやエクサクタマウントと共通であり、ヘリコイドから後ろを交換すればどのカメラにも使用できた。
- ニッコール 13.5cmF4（1947年発売） - スクリューマウント。3群4枚。アタッチメントはφ40.5mmねじ込み[138]。設計者は村上三郎。

## ノボフレックス
ノボフレックスがシュナイダー・クロイツナッハから光学系のOEM供給を受けて製作したレンズ。
- ノボフレックス・クセナー 135mmF4.5 - ベローズ接写用マクロレンズ。絞りブレードが16枚ありF4.5～32まで真円絞りでクリックストップはない。モノコート。

## オフィチーネ・ガリレオ
イタリアのメーカーであるオフィチーネ・ガリレオ（Officine Galileo S.p.A.,Florence and Milan、旧オーティカ・コォリストカ・ヴィクトル（Ottica Koristka Victor,Milan）が販売していたレンズ。主に同じイタリアのバルナックコピー機である「GAMMA」、「SONNE」、「CONDOR」、「CONDORETTA」に供給していた。
- エプタミター（EPTAMITAR）50mmF2.0 - ズミタール50mmF2.0のコピー[91]
- アルデナル（ALDENAR）50mmF3.5 - SONNEの付属レンズとして供給したレンズである[91]
- "T"エリオナー（"T"ERIONAR）50mmF3.5 - SONNEの付属レンズとして供給したレンズである[91]
- コォリストカ・ヴィクトール（KORISTKA VICTOR）50mmF3.5 - GAMMAの付属レンズとして供給したレンズである[141]。
- コォリストカ・ヴィクトール（KORISTKA VICTOR）55mmF3.5 - GAMMAの付属レンズとして供給したレンズである[91]
- テソグ（TESOG）50mmF3.5 - GAMMAの付属レンズとして供給したレンズである[91]
- オグマー（OGMAR）90mmF3.5[91]

## オールドデルフト
オールドデルフトが製造したレンズ。
- ミノール（Minor ）35mmF3.5
- デルフター（Delftar）90mmF4.5
- フォトテル（Fototel）450mmF5.6

## オリンパス
高千穂光学工業/オリンパスが製造したレンズ。ブランドは「ズイコー」（Zuiko ）。
- ズイコー40mmF3.5
- ズイコーC 5cmF3.5

## ピースカー
ベルリンにあったピースカー（Piesker & Co. Berlin）が製造したレンズ。いずれも距離計非連動である。
- フォス100mmF2.8[142]。
- フォター135mmF3.5[142]。
- テレ-フォター180mmF5.5[91][142]。
- ピコン400mmF5.5

## ペンタックス
旭光学工業/ペンタックスが製造したレンズ。
- smcペンタックスL 43mmF1.9（2000年発売） - 当時のオールドカメラブームに合わせ、一眼レフカメラ用として既に発売されていたsmcペンタックスFA 43mmF1.9 Limitedをスクリューマウントにしたもの。クローム800本、黒1,200本の限定生産。

## ライゼ光学
- ライゼ-QC. 50mmF3.5 - 千代田商会が販売したチヨカの標準レンズである[91]。

## リコー
理化学研究所/リコーが製造したレンズ。
- ゴコクアナスチグマット 50mmF3.5（1939年発売） - バルナックライカとほぼ同等の機能を持つ127フィルムによるベスト半裁判レンズ交換式カメラ「ゴコク」の標準レンズとして製造された。しかし、交換レンズは発売されなかった。スクリューマウントだが、「ゴコク」には距離計がないため、「ゴコクアナスチグマット」も距離計に連動しない。また「ゴコク」の後期生産分はレンズ交換ができず、「ゴコク」の後継機「リコール」用の同名レンズはマウントが異なる。3群3枚構成でコーティングはない。

1997年頃からクラシックカメラブームに乗っていくつかレンズを発売した。
- GRレンズ21mmF3.5（1999年3月26日発売） - スクリューマウント。非球面レンズ1枚を含む6群9枚。最短撮影距離1mまたは0.8mまで距離計連動、さらに0.5mまで近接できる。アタッチメントはφ40.5mmねじ込み。絞り羽根は10枚。この光学系は後にコンパクトカメラリコーGR21のレンズ部分となった。専用角型フードはフィルターを1枚装着した時に画面角ぎりぎりまでの光線を受け入れるように設計されている。クローム1,000本、黒700本の限定[143]。
- GRレンズ28mmF2.8（1997年6月20日クローム限定発売、1997年8月30日黒限定発売[76]） - コンパクトカメラリコーGR1のレンズ部分をスクリューマウント化したもの。4群7枚。最短撮影距離0.7m。アタッチメントはφ40.5mmねじ込み。クロームは2,000本、黒は1,000の限定販売[76]。

## ローデンシュトック
ローデンシュトックが製造したレンズ。
- ヘリゴン（Heligon ）35mmF2.8

## ローライ
ローライがローライ35RF用に販売したレンズ。
- ゾナー40mmF2.8 - ローライ35Sに装着されていた光学系をスクリューマウント化した。Mマウントアダプターが付属する。4群5枚。アタッチメントはφ39mmねじ込み。重量175g。
- プラナー80mmF2.8 - ローライフレックス2.8FXに装着されていた光学系をスクリューマウント化した。レンズヘッドを外してヘリコイドを交換するとニコンFマウントになる。

## ロッス
ロッスが製造したレンズ。ブランドは「エクストラルックス」（Xtralux ）。
- エクストラルックス50mmF2 - ズミター50mmF2のコピー[144]
- エクストラルックス50mmF3.5 - エルマー50mmF3.5のコピー[144]
- エクストラルックス90mmF3.5
- エクストラルックス135mmF4.5

## ロイヤル・オプティーク
- ルミナー55mmF1.8[144]

## ソシエテ・ダプケーションズ・ジェネハル・デレクシティ・エドゥ・メカニキ
略称はSAGEM。自社で製造したバルナックコピー機セイジェムの付属レンズ、及び同じフランスのバルナックコピー機シュペーレランクスの付属レンズの一部を製造した。銘はヘクサー。
- ヘクサー50mmF2.0

## 三協光機
三協光機は日本のレンズメーカー。ブランドは「コムラー」（Komura またはKomura- ）。
- Wコムラー28mmF2.8（1961年発売?） - 1961年秋のカメラショーカタログに登場し1962年のカメラショーカタログには写真が掲載されたが1963年のカメラショーカタログに28mmF3.5が登場すると姿を消し、実際に発売されたかどうかは不明という[145]
- Wコムラー28mmF3.5（1963年発売） - アタッチメントはφ48mmネジ込み及びφ55mmネジ込み[145]。
- Wコムラー35mmF2.8（1958年発売） - 1969年まで販売された[145]。
- Wコムラー35mmF3.5（1956年発売） - コムラーブランド初の広角レンズで、一流メーカー品のほぼ半額で一躍人気商品となった[145]。
- Wコムラー36mmF1.8（1963年発売） - 1964年のカタログからは消えており希少品[146]。
- コムラー80mmF1.8（1958年発売[146]） - 4群5枚。
- コムラー80mmF3.5（1955年発売） - 1960年まで販売された[146]。
- コムラー105mmF2（1960年発売） - 1967年まで販売された[147]。
- コムラー105mmF2.5（1964年発売） - 1970年まで販売された[147]。
- コムラー105mmF2.8（1958年発売） - コムラー105mmF2.5が発売されると入れ替わりに製造中止された[147]。
- コムラー105mmF3.5（1955年発売） - 1957年まで販売された[146]。
- コムラー105mmF3.5II（1957年発売） - 絞りリングとピントリングが黒塗りとなった[147]。
- コムラー135mmF2.8（1960年発売） - 1970年まで販売された[147]。4群5枚[148]。最短撮影距離1.5m[147]。アタッチメントはφ55mmねじ込み[147]。
- コムラー135mmF3.5（1955年発売） - 1957年まで販売された[147]。
- コムラー135mmF3.5II（1957年発売） - 絞りリングとピントリングが黒塗りとなった[147]。
- コムラー200mmF4.5（1960年発売） - 最短撮影距離8m。距離計像を拡大するマグニファイアーを組み込んだ専用ファインダーが併売された[147]。

以下は1960年発売の三協光機製レフボックス「テレボックス」、1961年発売でペンタプリズム装着型に改良された「ペンタボックス」用レンズ。厚みは48mmでテリートボックスやビゾフレックスより薄いのでコムラーレンズをビゾフレックスIに装着しても無限遠のピントは出ないが、ビゾフレックスIIやIIIよりは厚いので厚みを調整するリングを入れれば無限遠でも使用できる。
- コムラー200mmF3.5（1960年発売）[149]
- コムラー300mmF5（1960年発売）[149]
- コムラー400mmF6.3（1961年発売）[149]
- コムラー500mmF7（1960年発売）[149]
- コムラー800mmF8（1961年発売）[149]

以下はテレコンバージョンレンズ。
- テレモア95（1967年発売） - 1971年まで販売された。レンズ側はMマウント、ボディー側はスクリューマウントであるため、レンズ、ボディーともスクリューマウントMマウントとも使用できる[149]。

## 七工匠
- 7Artisans 28mmF1.4 Mマウント。9群11枚。最短撮影距離0.7m。最小絞りはF16。アタッチメントはφ52
- 7Artisans 35mmF2 Mマウント。5群7枚。最短撮影距離0.7m。最小絞りはF16。アタッチメントはφ43
- 7Artisans 50mmF1.1 Mマウント。6群7枚。最短撮影距離0.7m。最小絞りはF16。アタッチメントはφ55
- 7Artisans 75mmF1.25 Mマウント。6群7枚。最短撮影距離0.7m。最小絞りはF16。アタッチメントはφ62

## シャハト
シャハト（Schacht ）はドイツ、ウルムのメーカー。 ブランドは「トラベゴン」（Travegon ）
- トラベゴン35mmF3.5
- トラベゴン135mmF4.5 - スクリューマウント。最短撮影距離5ft。最小絞りはF32。絞り羽根は16枚で綺麗な円形である。レンズの内面反射は6面あり、内4面は淡いブルーコーティングがされている。

## 上海海鷗照相機有限公司（上海照相機工場と上海照相機第二工場）
シーガルおよびハイオウブランドが著名な中華人民共和国の上海にある上海海鴎照相機製レンズ。上海照相機工場製バルナックライカおよびキヤノンコピーカメラ 上海58-I型、上海58-II型、上海7型用のレンズと、上海照相機第二工場製M型ライカコピーカメラである紅旗20型用レンズ。
- 上海50mmF3.5 - 3群4枚のテッサー型構成。スクリューマウント。エルマー型の沈胴式鏡筒。レンズは単層コーティングが施されている。アタッチメントはφ19mmねじ込み。図面が中国科学院長春光学精密儀器所に提供された。[150]すべて東ドイツ硝子使用。硝材供給問題の所以に、一部の3群3枚の変型テッサー型レンズも存在する記載がある。
- 上海55mmF1.7 - Summarit50mmF1.5を基づいて開発した高級レンズだが、試作品のみが存在する。
- 上海SC2 50mmF1.7 - 不明。既知、製品番号が9006と9007の二枚が存在する。王之江氏の50mmF1.7(6群7枚、1959年12月学会発表)もしくは当時、王の所属先であった中国科学院長春光学精密儀器所の映画撮影用f50 1:1.7レンズと関係あるかどうか未だわからない。
- 35mmF1.4 - 紅旗20型用のレンズとして作られた。硝材やコーティングこそ異なるものの、最初期ズミルックスのレンズ構成ときわめて類似している。Mマウント互換。
- 50mmF1.4 - 紅旗20型用のレンズとして作られた。初期ズミルックスより一枚多いレンズ構成。Mマウント互換。
- 90mmF2.0 - 紅旗20型用のレンズとして作られた。最初期ズミクロンと同じ構成。Mマウント互換。

## シュナイダー・クロイツナッハ
シュナイダー・クロイツナッハが製造したレンズ。
- クセノゴン35mmF2.8 - 4群6枚。
- クセノン50mmF2

以下はライキナスペシャル用。Mマウントだがイメージサークルが小さくライカMシリーズには使用できない。
- マクロ・シネゴン10mmF1.8
- オプチバロン6-66mmF1.8

## SLRマジック
- HyperPrime LM 50mm T0.95（2013年発売） - Mマウント。 7群12枚。最短撮影距離0.7m。最小絞りF16。アタッチメントはφ62mmねじ込み。重量975グラム。距離計連動のものと、CINE用を前提とした距離計非連動の2種のラインナップがある。

## SOMベルチオ
ベルチオ光学機械社が製造したレンズ。ブランドは「アンギュロール」（Angulor ）、「フロール」（Flor ）。
- アンギュロール28mmF3.3
- フロール50mmF3.5
- フロール55mmF1.5
- フロール75mmF2.8

## ソビエト連邦製
共産主義体制下のためメーカーの概念がなく同一設計の製品を複数の工場で生産していたが、主にS・A・ズヴェーレフ記念クラスノゴールスク工場（KMZ）やリトカリノ光学ガラス工場（LZOS）で多く製造されており、フェリックス・ジェルジンスキー記念工場（FED）が作ったものは少ない。ブランドは広角レンズに「ルサール」（Russar 、РУССАР ）や「オリオン」（Orion 、ОРИОН ）、テッサーコピーの「インダスター」（Industar 、Индустар ）、ビオゴンコピーやゾナーコピーの「ジュピター」（Jupiter 、юпитер ）が使用される。ジュピターはユピテルとも表記されることがある。またジュピターはコンタックスマウントのものもある。
なお、ソ連製レンズにはライカスクリューマウントと同じ39mm径・1mmピッチのねじ込みマウントでフランジバックだけ一眼レフ用のもの（ゼニットマウント）があるが、これをバルナックライカに装着してもフランジバック長の違いにより無限遠が出ない。
- ルサールMR-2 20mmF5.6 - ミハイル・ミハイロヴィッチ・ルシノフ（Michael Michaelovitch Roosinov ）が新規に設計したレンズであり、4群6枚構成の完全対称型。スクリューマウント。距離計非連動。主にクラスノゴールスク機械工場（KMZ）が生産した。
- オリオン-15 28mmF6 - ソビエト連邦で新規に設計されたレンズであり、4群4枚構成のトポゴン型。スクリューマウント。同じ光学系でコンタックスマウントも生産されていた。主にクラスノゴールスク機械工場（KMZ）が生産した。
- FED 28mmF4.5 - 1939年頃に製造された広角レンズで、一般的にはFED-35と呼称されている。レンズ構成は4群6枚構成。ヘクトール28mmF6.3のコピーとも言われるが、レンズの構成はズマロン28mmF5.6が近い。しかしそれらよりも明るいレンズである。また外見は、ヘクトールやズマロンとも近似しているが、エルマー35mmF3.5がより似ている。非沈胴式。スクリューマウントだがFED（FED-1）専用レンズである。コーティングは施されていない。銘板の表記は「ФЭД」。生産本数が少なく、現在では希少な存在になっている。フェリックス・ジェルジンスキー記念工場（FED）が生産した。
- ジュピター-12 35mmF2.8 - 4群6枚構成のビオゴン型。戦前型ビオゴン35mmF2.8のコピー。スクリューマウント。固定鏡胴で白鏡胴と黒鏡胴がある。最小絞り値がF16とF22のものがある。同じ光学系でコンタックスマウントも生産された。主にリトカリノ光学ガラス工場（LZOS）が生産した。
- ジュピター-3 50mmF1.5 - レンズ構成は3群7枚構成。ゾナー50mmF1.5のコピー。スクリューマウント。同じ光学系でコンタックスマウントも生産された。主にザゴルスク光学機械工場（ZOMZ）が生産した。
- ジュピター-8 50mmF2 - レンズ構成は3群6枚構成。ゾナー50mmF2のコピー。スクリューマウント。白鏡胴と黒鏡胴の2種類あり、白鏡胴にはフォーカスリングに指掛けが付いているものがあるが、これは「飾り」である。ゾルキー4の付属レンズ。同じ工学系でコンタックスマウントも作られていた。アタッチメントはφ40.5mmねじ込み。主にクラスノゴールスク機械工場（KMZ）が生産した。
- FED 50mmF2 - 一般的には「FEDズマール」と呼称されている。レンズ構成は4群6枚構成。戦前型ズマール50mmF2のコピーで沈胴式。スクリューマウントだがFED専用レンズで、FED-S及びFED-Vの付属レンズ。コーティングは施されていない。銘板の表記は「ФЭД」。 生産本数が少なく、現在では希少な存在になっている。フェリックス・ジェルジンスキー記念工場（FED）が生産した。
- インダスター-61L/D 50mmF2.8 - インダスター61の後継にあたる。3群4枚構成のテッサーコピー。スクリューマウントとゼニットマウント（M39マウント）の両方がある。レンズ構成の一部に酸化ランタンを含有する高屈折率硝子が使われている他は、インダスター61とスペックはほぼ同じ。銘板の表記が'Индустар-61п/д'のものと'И-61п/д'のものがある。プラクチカマウント（M42マウント）のインダスター61L/Zは星ボケで有名。アタッチメントはφ40.5mmねじ込み。主にフェリックス・ジェルジンスキー記念工場（FED）が生産した。
- インダスター-61 50mmF2.8 - インダスター-26Mの後継にあたる。3群4枚構成のテッサーコピー。ライカスクリューマウントとゼニットマウントの両方のバージョンがある。すべて固定鏡胴で、白鏡胴、黒鏡胴、ゼブラ鏡胴の3種類ある。52mm、53mm、55mm表記の製品もある。FED-5cの付属レンズ。銘板の表記が'Индустар-61'のものと'И-61'のものがある。アタッチメントはφ40.5mmねじ込み。主にフェリックス・ジェルジンスキー記念工場（FED）が生産した。
- インダスター-26M 50mmF2.8 - 3群4枚構成のテッサーコピー。スクリューマウント。すべて固定鏡筒である。52mm表記の製品もある。FED-2 type-bの付属レンズ。フォーカスリングに指掛けが付いているものがあるが、これは「飾り」である。アタッチメントはφ40.5mmねじ込み。主にフェリックス・ジェルジンスキー記念工場（FED）工場が生産した。
- インダスター-50 50mmF3.5 - 3群4枚構成のテッサーコピー。スクリューマウント。このレンズは概ね固定鏡胴だが、エルマーコピーの沈胴式鏡筒もあり、沈胴式の方が古い。固定鏡胴は白鏡胴と黒鏡胴の2種類ある。白鏡胴には薄型のパンケーキレンズ[注釈 17]があり、ライカスクリューマウントとゼニットマウントの両方のバージョンがある。同じ光学系でプラクチカマウント（M42マウント）の黒鏡胴パンケーキレンズインダスター50-2 50mmF3.5も製造された。アタッチメントは沈胴式はφ36mmかぶせもしくはφ36mmはめ込み。固定鏡胴はφ36mmかぶせ。主にクラスノゴールスク機械工場（KMZ）が生産した。
- FED 50mmF3.5（戦後型） - 一般的には「インダスター-10」と呼称されている。戦前型FEDと同じく外見はエルマー50mmF3.5のコピーで同じく沈胴式鏡筒、レンズ構成は3群4枚構成のテッサーコピー。スクリューマウント。銘板の表記は「ФЭД」。戦前型との大きな違いは、レンズコーティングが施されていることと、ストッパーの金具がプレス板になっていること、そしてL39マウントのバルナックライカやバルナックコピー機に装着できること、以上三点である。アタッチメントはφ36mmかぶせ。フェリックス・ジェルジンスキー記念工場（FED）が生産した。
- インダスター-22 50mmF3.5 - レンズ構成は3群4枚構成のテッサーコピー。多くがスクリューマウントだが、一部ゼニットマウント（M39マウント）のものがある。FED-Zorki（後のZorki-1）の付属レンズとして戦前型FED（FED-10）の光学系を改良して作られたものだが、初期の頃は戦前型FEDと同一のものであった。多くは沈胴式だが固定鏡筒も1951年、52年に少数製造され、銘板が銀色のものと黒色のものがある。同じインダスター-22でありながら、銘板の焦点距離の表記がmmの物とcmの物、製造番号が書かれている物と書かれていない物、赤Пマーク（赤Pマーク）のある物とない物、KMZマークのある物とない物、KMZマークに光線がある物とない物など微妙な違いがある。アタッチメントはφ36mmかぶせ。主にクラスノゴールスク機械工場（KMZ）が生産した。
- FED 50mmF3.5 Macro - 一般的には「FED-19」、「FEDマクロ」と呼称されている。レンズ構成は3群3枚（前群:2群2枚 後群:1群1枚）構成。非沈胴式。スクリューマウントだがFED（FED-1）専用レンズである。コーティングは施されていない。銘板の表記は「ФЭД」。0.2mまで近接撮影できるマクロレンズである。距離計非連動。生産本数が少なく、現在では希少な存在になっている。フェリックス・ジェルジンスキー記念工場（FED）が生産した。
- FED 50mmF3.5 - 一般的には「FED-10」と呼称されている。外見はエルマー50mmF3.5のコピーで同じく沈胴式鏡筒、レンズ構成は3群4枚構成のテッサーコピー。故に「エルマーコピーだが（描写は）テッサー寄り」と言われる。スクリューマウントだがFED（FED-1）専用レンズである。コーティングは施されていない。銘板の表記は「ФЭД」。ピントのヘリコイドが半周する物と一周する物がある。同じL39マウントのバルナックライカやバルナックコピー機にも装着は可能だが、フランジバックの問題がある。FED銘のレンズは5種類あるが、後年のレンズの様に数字で区別されてはいない。FED-10と言う呼称は便宜上他のFED銘のレンズと区別する意味で付けられたもの。アタッチメントはφ19mmねじ込みもしくはφ36mmかぶせまたはφ36mmはめ込み。フェリックス・ジェルジンスキー記念工場（FED）が生産した。
- ジュピター-17 52mmF2.0 - レンズ構成は4群5枚構成。ジュピター-8の後継レンズとして計画されたが本格生産には至らなかったため珍品中の珍品である。同じ光学系でナルシスカメラ用M24マウントも生産されていた。アタッチメントはφ40.5mmねじ込み。主にクラスノゴルスク機械工場（KMZ）が生産していた。
- ヘリオス-65 52mmF2.0 - レンズ構成は4群6枚構成。単層コーティングレンズである。同じ光学系でゼニットマウント（M39マウント）、ペンタックスKマウント、コンタックス・バヨネットマウントも生産されていた。アタッチメントはφ49mmねじ込み。主にクラスノゴルスク機械工場（KMZ）が生産していた。
- ジュピター-9 85mmF2 - レンズ構成は3群7枚構成。ゾナー85mmF2のコピー。スクリューマウント。同じ光学系でゼニットマウント（M39マウント）とコンタックスマウント、そしてプラクチカマウント（M42マウント）のMC ジュピター-9が作られていた。主にクラスノゴルスク機械工場（KMZ）が生産していたが、MC ジュピター-9はリトカリノ光学ガラス工場（LZOS）が生産した。
- FED 100mmF6.3 - 一般的にはFED100mmと呼称されている。レンズ構成は2群4枚構成。マウンテンエルマー（エルマー105mmF6.3）のコピーとされているが外見はかなり異なる。スクリューマウントだがFED（FED-1）専用レンズである。コーティングは施されていない。銘板の表記は「ФЭД」。開放値がF5.9のプロトタイプも存在する。最大の特徴は距離計連動ながら最短撮影距離が1mと言う点である。生産本数が少なく、現在では希少な存在になっている。フェリックス・ジェルジンスキー記念工場（FED）が生産した。
- ジュピター-11 135mmF4.0 - レンズ構成は3群4枚構成。ゾナー135mmF4のコピー。主にゼニットマウント（M39マウント）とコンタックスマウントだが、1974年頃にはスクリューマウントも作られていた。スクリューマウントはコンタックス・バヨネットマウントをライカ・スクリューマウントに変更したもの。アタッチメントはφ40.5mmねじ込み。主にカザン光学機械工場（KOMZ）が生産した。

## スティーブル
1908年にドイツのアルテンスタッドに於いて設立され、1969年にアグファに買収されたスティーブル（Dr.Staeble, Friedl & Co.,Optisches Werk, Altenstadt）が製造したレンズである。
- ライノゴンL（Lineogon-L-）35mmF3.5[153]
- ズパ-クオロL（Super-Choro-L-）35mmF3.5[153]
- トリゴン（Trigon）50mmF2.8 - [153]
- テレクソンL（Telexon-L-）135mmF3.8[153]

## シュタインハイル
オプティッシュ・ウェルケ・C・A・シュタインハイルが製造したレンズ。ブランドは「オルトスチグマット」（Orthostigmat ）、「クイノン」（Quinon ）、「クルミナー」（Culminar ）。
- オルトスチグマット35mmF4.5 - ライカマウントでは非常に珍しいオルソメター型レンズ。4群6枚構成。「Made in US-Zone Germany」の刻印がある。
- クイノン50mmF2 - 最短撮影距離は距離計連動1m、非連動で0.6m。
- クルミナー85mmF2.8（1949年頃発売） - テッサー型の3群4枚。最短撮影距離1m。アタッチメントはφ42カブセ式。絞り枚数は16枚で極めて真円に近い。 当時としては珍しい軽合金鏡胴[154]。
- クルミナー135mmF4.5

## サン光学
- サン-ソフィア50mmF2
- ソラ90mmF4
- サン-テレフォト135mmF3.8

## サン光機/上代光学研究所
ニッカカメラの前身光学精機社が1942年から1944年にかけて製造したニッポンカメラ（オリジナル）およびニッポンカメラIII、そして1943年から46年にかけて製造したニッポンカメラ（スタンダード）の標準レンズを作ったメーカー。
また、ミランダカメラを買収したAIC（Allied Inpex Corporation ）の日本における交渉窓口だったアリマツ株式会社からの要請でSoligor銘のレンズを製造していた
- ソリゴール35mmF3.5 - AIC（アリマツ株式会社）からの要請で製造されたSoligor銘スクリューマウントレンズ[70]
- K.O.L.クセベック50mmF2.0ニッポンカメラに装着された[157][155][158]。
- サン-クセベック50mmF2.0[155]。
- ソリゴール105mmF3.5- AIC（アリマツ株式会社）からの要請で製造されたSoligor銘スクリューマウントレンズ[70]
- ソリゴール135mmF3.5- AIC（アリマツ株式会社）からの要請で製造されたSoligor銘スクリューマウントレンズ[70]

## 田中光学
田中光学が自社カメラのタナック用に製造したレンズ。ブランドは「タナー」（Tanar ）。
- Wタナー35mmF2.8
- Wタナー35mmF3.5
- タナー5cmF1.2
- タナー5cmF1.5[159]
- タナー5cmF1.8[159]
- タナー5cmF1.9[159]
- タナー5cmF2（1955年発売[159]）
- タナー5cmF2.8/50mmF2.8[159]
- タナー5cmF3.5/50mm3.5[159]
- テレタナー13.5cmF3.5

## テーラーホブソン
テーラーホブソンが製造したレンズ。
- スピードパンクロ（Speed Panchro ）35mmF2
- キネタール（Kinetal ）50mmF1.8
- クックアモタル 2inch（Cooke Amotal 2inch ）50mmF2 - レンズに「"Made in Italy for Taylor & Hobson"」と刻印されている[153][注釈 20]。元々はベル・ハウエルが販売していた「Foton」[注釈 21]に装着されていたレンズだった。しかし1950年にFotonの製造が打ち切られ、鏡胴に取り付けられていないレンズが多く残ってしまった。それらをイタリアに送って鏡胴に取り付け製品化したものが当該のレンズである。仕上げの悪い鏡胴に取り付けられているので距離計連動の精度は史上最低とも言われるが、光学的性能は悪くなく画質も良いレンズである。ニューヨークの「ピアリス・カメラ」がLEICA Ⅲfに装着して販売した[162]。
- テーラーホブソン2inch（Taylor Hobson 2inch）50mmF2 - リードの標準レンズである[163]。

## トプコン
レオタックス用に東京光学（現トプコン）が製造したレンズ。ブランドは最初期「ステート」を使用している。
- ステート5cmF3.5[104]

その後4枚以上構成の高級品が「シムラー」（Simlar ）で3枚構成の普及品は「トーコー」（Toko ）に変更された。
- シムラー5cmF1.5（1940年特許公開、1950年発売） - 富田良次が前群ゾナー型と後群ガウス型を組み合わせて設計した4群7枚構成[86]。アタッチメントはφ40.5mmねじ込み。最短撮影距離3.3ft[164]。
- C.シムラー5cmF3.5/50mmF3.5 - エルマー型の3群4枚。アタッチメントはφ36mmカブセ。シムラー5cmF3.5にコーティングを施したもの。沈胴式[165]。
- シムラー5cmF3.5[104] - エルマー型の3群4枚。アタッチメントはφ36mmカブセ。沈胴式[165]。

1954年に「トプコール」（Topcor ）に統一された。
- トプコール3.5cmF2.8（1956年12月発売[167]） - オルソメター型の4群6枚。最短撮影距離3.3ft。アタッチメントは外側φ40.5mmねじ込み、内側φ34mmねじ込み[168]。専用ファインダー「トプコ・ブリリアントファインダー」は等倍で直径が50mm程もある[167]。
- トプコール50mmF1.4 - 試作のみ。最短撮影距離1m。アタッチメントはφ46mmねじ込み[169]。
- トプコール5cmF1.5 - 4群7枚。最短撮影距離1m。アタッチメントはφ40.5mmねじ込み[169]。
- トプコールS 5cmF1.8 - 4群6枚。最短撮影距離1m。アタッチメントはφ40.5mmねじ込み[164]。
- トプコールS 5cmF2後期型 - 社内呼称「41B」。トプコールS5cmF1.8と同じアルミ鏡胴になった。それまでのトプコールS5cmF2から光学系も変更されている[170]
- トプコールS 5cmF2中期型 - 4群6枚。白鏡胴、黒絞りリング。
- トプコールS 5cmF2前期型 - 4群6枚。最短撮影距離3.3ft。白鏡胴。設計を一新し、空気レンズは廃されている。アタッチメントはφ40.5mmねじ込み[170]。
- トプコール 5cmF2 - 丸山修二が設計しトプコン35Sに装着されていたトプコール44mmF2を大沢秀夫が発展させた5群6枚。後群で空気レンズを用いている。社内呼称は「13B」。最短撮影距離3.3ft。アタッチメントはφ40.5mmねじ込み[170]。
- トプコール5cmF2.8 - ヘリアー型の3群5枚。設計者は霧島正。アタッチメントはφ34mmねじ込み。最短撮影距離3.3ft[164]。
- トプコール5cmF3.5後期型 - 光学系を一新し、エルマー型からテッサー型の3群4枚構成に変更したもの。社内呼称は「19B」。沈胴式。アタッチメントはφ34mmねじ込み。絞りが1/3EV刻み。鏡胴はアルコアのアルミ合金製になっている。前期型と同様にレオタックスK用の固定鏡胴のタイプも作られた[164]。
- トプコール5cmF3.5前期型 - シムラーのネームを変更したもの。エルマー型の3群4枚で鏡胴は珍胴式。アタッチメントはφ36mmカブセ。同じ光学系でレオタックスK用の固定鏡胴式のタイプもあり、区別する意味で「K型」とも呼ばれるが、レンズ本体にKの文字はない。[165]。
- トプコール9cmF3.5 - 3群3枚。アタッチメントはφ34mmねじ込み。最短撮影距離3.3ft[171]。
- トプコール13.5cmF3.5 - 3群4枚。アタッチメントはφ46mmねじ込み。最短撮影距離5ft[166]。

## 銘鏡光学
TTArtisanが製造したレンズ。
- TTArtisan 11mmF2.8 - 7群11枚。
- TTArtisan 21mmF1.5 - 11群13枚。アタッチメントはφ72mmねじ込み。
- TTArtisan 35mmF1.4 - 7群8枚。アタッチメントはφ49mmねじ込み。

## フォクトレンダー
フォクトレンダーはドイツ時代に少数のスクリューマウントレンズを販売した。
- ノクトン50mmF1.5 - ドイツ時代のスクリューマウントレンズ。プロミネント用ノクトンと同一の光学系であるが、スクリューマウントのものは珍品。製造年代の違いにより7種類の鏡筒が存在する。

コシナがドイツのリングフォトから商標の通常使用権の許諾を受けて以降は、フォクトレンダーの名称と、かつてのフォクトレンダーのレンズ名称を継承して多数のレンズを出している。コシナにおけるフォクトレンダーのレンズ名称は、開放F値1.5以下をノクトン、F2までをウルトロン、F2よりも大きなF値ではスコパー、超広角などの特殊な焦点距離のレンズや中望遠レンズをヘリアーとしており、異常分散レンズを使用している製品にはアポランターと命名している。また、限定生産品を含むヘリアー及びヘリアークラシックの名を冠した焦点距離50mmの6種のレンズと、ヘリアー40mmの1種に関しては、前述のF値による区分の銘々ではなく、レンズ構造を3群5枚のヘリアー型としていることに由来している。コシナのVMマウントは事実上Mマウントと互換性がある。
- ヘリアーハイパーワイド10mmF5.6アスフェリカル（2016年発売） - コシナ製。VMマウント。非球面レンズ2枚を含む10群13枚。デジタルカメラでの使用も配慮したテレセントリック光学系のレンズ構成。最短撮影距離は0.5mで、距離計連動なし。アタッチメントは無いのでフィルターの装着は不可。魚眼を除く35ミリ判のレンズではもっとも画角の広い130°を実現（2016年3月時点）。重量は312g。
- ウルトラワイドヘリアー12mmF5.6アスフェリカル - コシナ製。スクリューマウント。距離計非連動。非球面レンズを含む8群10枚。
- ウルトラワイドヘリアー12mmF5.6アスフェリカルII - コシナ製。VMマウント。非球面レンズを含む8群10枚。最短撮影距離は0.5mで、0.7mまで距離計連動。アタッチメントはφ67mmねじ込み。
- ウルトラワイドヘリアー12mmF5.6アスフェリカルIII（2016年発売） - コシナ製。VMマウント。非球面レンズを含む10群12枚。IIからデジタルカメラでの使用も配慮したテレセントリック光学系のレンズ構成に見直しがされている。最短撮影距離は0.5mで、0.7mまで距離計連動。アタッチメントは無いのでフィルターの装着は不可。重量は283g。
- スーパーワイドヘリアー15mmF4.5アスフェリカル（1999年2月1日発売） - コシナ製。スクリューマウント。距離計非連動。非球面レンズを含む6群8枚。最短撮影距離0.3m[172]。
- スーパーワイドヘリアー15mmF4.5アスフェリカルII - コシナ製。VMマウント。非球面レンズを含む6群8枚。最短撮影距離は0.5mで、0.7mまで距離計連動。アタッチメントはφ52mmねじ込み。
- スーパーワイドヘリアー15mmF4.5アスフェリカルIII（2015年3月19日発売） - コシナ製。VMマウント。非球面レンズを含む9群11枚。最短撮影距離は0.5mで、0.7mまで距離計連動。アタッチメントはφ58mmねじ込み。IIからデジタルカメラでの使用も配慮したテレセントリック光学系のレンズ構成に見直しがされている。重量は247g
- ウルトロン21mmF1.8 - コシナ製。VMマウント。11群13枚。最短撮影距離0.5mで、0.7mまで距離計連動。アタッチメントはφ58mmねじ込み。
- カラースコパー21mmF4P - コシナ製。VMマウント。6群8枚。最短撮影距離0.5mで、0.7mまで距離計連動。アタッチメントはφ39mmねじ込み。
- カラースコパー21mmF4 - コシナ製。スクリューマウント。6群8枚。
- カラースコパー25mmF4P - コシナ製。VMマウント。5群7枚。最短撮影距離0.5mで、0.7mまで距離計連動。アタッチメントはφ39mmねじ込み。
- カラースコパー25mmF4 - コシナ製。VMマウント。距離計連動。5群7枚。アタッチメントはφ39mmねじ込み。
- スナップショットスコパー25mmF4（1999年2月1日発売） - コシナ製。スクリューマウント。距離計非連動。5群7枚。最短撮影距離0.7m。アタッチメントはφ39mmねじ込み。ピントリングの3、1.5、1mの位置にクリックストップがある[172]。2001年販売終了した。
- ウルトロン28mmF1.9アスフェリカル - コシナ製。スクリューマウント。重量265g。7群9枚。アタッチメントはφ46mmねじ込み。最短撮影距離0.7m。絞り羽根枚数10枚、最小絞りF16。
- ウルトロン28mmF2 - コシナ製。VMマウント。8群10枚。最短撮影距離0.7m。アタッチメントはφ46mmねじ込み。
- カラースコパー28mmF3.5 - コシナ製。スクリューマウント。5群7枚。
- ノクトン35mmF1.2アスフェリカルII - コシナ製。VMマウント。2枚3面の非球面を含む7群10枚。最短撮影距離0.5mで、0.7mまで距離計連動。アタッチメントはφ52mmねじ込み。
- ノクトン35mmF1.2アスフェリカル（2003年ブラックペイント発売、2007年8月シルバー限定発売） - コシナ製。VMマウント。2枚3面の非球面を含む7群10枚。最短撮影距離0.7m。アタッチメントはφ52mmねじ込み。絞り羽根枚数12枚、最小絞りF16。重量490g。24×36mm（ライカ）判用の焦点距離35mmレンズとしては世界初のF1.2を実現している。当初ライカM8に装着の際に不具合があったがコシナは有償にて対策を受け付けている。シルバーは300本限定販売。

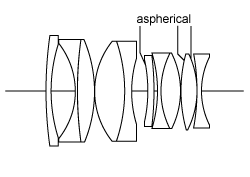
ノクトン35mmF1.2アスフェリカルの構成図

- ウルトロン35mmF1.7アスフェリカル（1999年発売） - コシナ製。スクリューマウント。6群8枚。最短撮影距離0.9m。アタッチメントはφ39mmねじ込み。絞り羽根枚数10枚、最小絞りF16。重量203g。
- ウルトロンVintage Line 35mmF1.7アスフェリカル（2015年発売） - コシナ製。VMマウント。7群9枚。最短撮影距離0.5m。アタッチメントはφ46mmねじ込み。丸形フードが附属するが、別売でスリット入りフードもある。絞り羽根枚数10枚、最小絞りF16。重量はシルバー330g、ブラック238g。Vintage Lineの第二弾であり、鏡胴はクラシカルなデザインで、シルバーとブラックの２種類のラインナップとなっている。
- ノクトンクラシック35mmF1.4 - コシナ製。VMマウント。6群8枚。最短撮影距離0.7m。アタッチメントはφ43mmねじ込み。ニュートラルな色調のマルチコート版とクラシカルな色調のシングルコート版が発売された。
- カラースコパー35mmF2.5P II - コシナ製。VMマウント。5群7枚。最短撮影距離0.7m。アタッチメントはφ39mmねじ込み。Pはパンケーキ型の略で全長23mmと小型のレンズである。
- カラースコパー35mmF2.5P（2000年発売） - コシナ製。スクリューマウント。5群7枚。最短撮影距離0.9m。アタッチメントはφ43mmねじ込み。最小絞りF22。Cタイプと外見は違うが光学系は共通。Pはパンケーキ型の略。
- カラースコパー35mmF2.5C（2000年発売） - コシナ製。スクリューマウント。5群7枚。Pタイプと外見は違うが光学系は共通。2003年販売終了した。
- ノクトンクラシック40mmF1.4（2004年発売） - コシナ製。VMマウント。MTFにこだわらず実写により昔のレンズの味を再現するよう実写を繰り返して設計したという。6群7枚。アタッチメントはφ43mmねじ込み。最短撮影距離0.7m。ニュートラルな色調のマルチコート版とクラシカルな色調のシングルコート版が同時発売された。重量175g。絞り羽根10枚、最小絞りF16。外観は旧型ズミルックス35mmF1.4によく似ている。シングルコート版は青文字「S.C.」の刻印で区別され、当初500本の限定生産だったが再生産の要望が多く2005年に再発売されている。

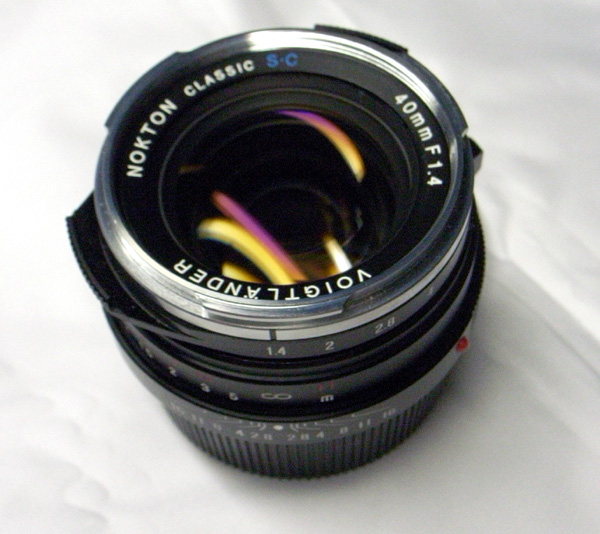
ノクトンクラシック40mmF1.4シングルコート版
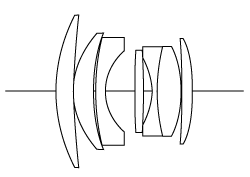
構成図

- ノクトン50mmF1.1（2009年発売） - コシナ製。VMマウント。超高屈折ガラスを含む6群7枚。最短撮影距離1m。アタッチメントはφ58mmねじ込み。のベッサ10周年に合わせて発表された。
- ノクトン50mmF1.5アスフェリカル（1999年発売） - コシナ製。スクリューマウント。最後群両面に非球面を使用するダブルガウス型の5群6枚。最短撮影距離0.9m。アタッチメントはφ52mmねじ込み。重量243g。絞り羽根枚数10枚、最小絞りF16。外装はシルバークロームとブラックペイントがあり、ブラックペイントは軽合金の上に真鍮鍍金を施した上でペイントされており、使用に伴うペイントの剥がれによって真鍮地が露出し、クラシカルな雰囲気を高めるように意図されている。ブラックペイントに限り、後期のものはピントリングのローレットの刻みが深く改善されている。
- ノクトンVintage Line 50mmF1.5アスフェリカル（2013年発売） - コシナ製。VMマウント。最後群に非球面レンズを使用するダブルガウス型の5群6枚。最短撮影距離0.7m。アタッチメントはφ49mmねじ込み。ブラックモデルは、アルミ・ブラックアルマイト仕上げで重量は220g。シルバーモデルは、真鍮・クロームメッキ仕上げで重量は293g。Vintage Lineの第一弾であり、1999年に登場したノクトン50mmF.15の復刻版と言えるが、マウントはVMマウントに変更されており、鏡胴は1950年に最初に登場したオリジナルのノクトンに似せたクラシカルなデザインとなっている。

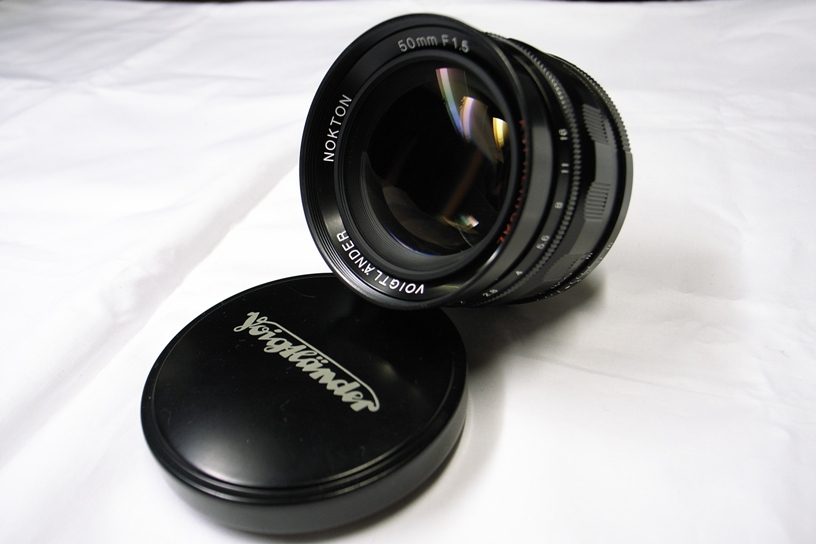
ノクトン50mmF1.5アスフェリカル
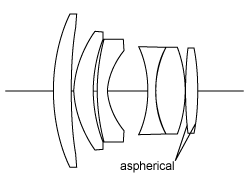
構成図

- カラースコパー50mmF2.5（2002年発売） - コシナ製。スクリューマウント。6群7枚。最短撮影距離0.75m、アタッチメントはφ39mmねじ込み。絞り羽根枚数10枚、最小絞りF22。大きさに比して208gと重いのは鏡胴が真鍮製のため。
- ヘリアー50mmF3.5（2002年発売） - コシナ製。スクリューマウント。ヘリアー型3群5枚の基本設計を踏襲している。沈胴式。最短撮影距離1m。アタッチメントはφ27mmねじ込み。ヘリアーレンズ発明101周年を記念しベッサTヘリアー101周年記念モデルのセットで600本のみ販売された。ヘリアー型のレンズでは、初の35mmフィルム用。
- ヘリアー50mmF3.5 NHS special（2005年発売） - コシナ製。ニコンSマウント。ヘリアーレンズ発明101周年を記念しベッサTヘリアー101周年記念モデルにセット販売されたヘリアー50mmF3.5をベースとして、コシナ製ヘリアーでは最初の固定鏡胴仕様のレンズ。鏡胴部は円錐様の特徴的な外見をしている。ベッサR2S NHS special向けに500本のみ販売された。
- ヘリアークラシック50mmF2（2006年発売） - コシナ製。VMマウント。フォクトレンダー創立250周年を記念して作られたレンズで、ベッサR2M・R3Mをベースとしたフォクトレンダー250周年記念モデルのカメラとセットでのみ販売された。ヘリアー型3群5枚構成を維持しつつ最新の超高屈折率ガラスを駆使してヘリアー型では世界初のF2の明るさを実現した。アタッチメントはφ39mmねじ込み。最短撮影距離1m、絞り羽根11枚、最小絞りF16、重量280g、沈胴式。セット販売されたベッサのボディカラーに合わせて、レンズの外装もシルバーとブラックの2モデルあり、ブラック外装モデルは、コシナ製のヘリアー50mmラインナップのレンズ6種の中では唯一の存在である。
- ヘリアー50mmF3.5（2009年発売） - コシナ製。スクリューマウント。3群5枚。アタッチメントはφ27mmねじ込み。沈胴式。最短撮影距離1m。「ふたつのヘリアー」のキャッチコピーでベッサシリーズ10周年記念として、600本のみ販売された。専用MCプロテクトフィルターも同時に販売。先に販売されていた同一名称、同一焦点距離・F値のヘリアーレンズ発明101周年モデルよりも、重量は3g軽い147gとなっており、付属するフードがブラックペイントに変更されている。
- ヘリアー50mmF2（2009年発売） - コシナ製。スクリューマウント。超高屈折率ガラスを使用しF2.0を実現。3群5枚。最短撮影距離1m。アタッチメントはφ39mmねじ込み。「ふたつのヘリアー」のキャッチコピーでベッサシリーズ10周年記念として、600本限定生産。コシナ製のスクリューマウント及びVMマウントの、ヘリアー及びヘリアークラシック50mmラインナップの中で初めての固定鏡胴で、沈胴式を採用していない。
- ヘリアー40mmF2.8（2014年発売） - コシナ製。VMマウント。3群5枚。ヘリアー型初の焦点距離40mmのレンズ。アタッチメントはφ37mmねじ込み。沈胴式。最短撮影距離0.5m。レンズ本体にはヘリコイドを持たず、ピント合わせは同社のVM-E Close Focus Adapterのヘリコイドリングの操作により行うこととなるので、VMマウントではあるが事実上は、SONY Eマウント向けのレンズと言える。付属するフードは、ストレート型・ドーム型の2種。
- ヘリアーVintage Line 50mmF3.5（2016年発売） - コシナ製。VMマウント。3群5枚。アタッチメントはφ27mmねじ込み。最短撮影距離0.7m。ヘリアーレンズ発明101周年記念の限定生産レンズ、ヘリアー50mmF3.5の設計をベースとして、コーティングや鏡筒内の内面反射などを見直がされている。重量は187g。フードが付属する。コシナ製のスクリューマウント及びVMマウントの、ヘリアーおよびヘリアークラシック50mmラインナップの中ではヘリアー50mmF2に続き、固定鏡胴を採用しており、鏡胴部は円錐様の特徴的な外見をしている。Vintage Lineの第三弾目のレンズとして登場。
- ヘリアークラシック75mmF1.8 - コシナ製。VMマウント。トリプレット型を発展させた3群6枚。最短撮影距離0.9m。アタッチメントはφ52mmねじ込み。
- カラーヘリアー75mmF2.5（1999年発売） - コシナ製。スクリューマウント。5群6枚。最短撮影距離1m。アタッチメントはφ43mmねじ込み。絞り羽根枚数10枚、最小絞りF16。重量230g。
- アポランター90mmF3.5（2001年発売） - コシナ製。スクリューマウント。異常分散レンズを1枚含む5群6枚。最短撮影距離1m。アタッチメントはφ39mmねじ込み。絞り羽根枚数10枚、最小絞りF22。異常分散レンズ使用。重量260g。

## ウォーターワース
タスマニアのホバートにあるウォーターワース（E.N.Waterworth）が製造したレンズである。
- セントー（Centaur）50mmF3.5[73][173]

## レイ
ロンドンのブロムニーにあったレイ（オプティカルワークス）社（Wray （Optical Work） Ltd., Bromley ,Kent）が製造したレンズである。
- レイ・ラストラー（Wray-Lustrar）35mmF3.5[173]

## ヴィルギン
ヴィルギン（Wirgin ）が製造したレンズ。
- テレパー（Telepar ）105mmF4.5

## ウォレンサック
ウォレンサックが製造したレンズ。鏡胴の製作と組み立てはニューヨークライツが行った。
- ラプター（Raptar）90mmF4.5[49][174]
- ラプター（Raptar）127mmF4.5[49][174]

## ヤシカ
ヤシカが製造したレンズ。ブランドは「ヤシノン」（Yashinon ）または「ヤシコール」（Yashikor ）。
- ヤシノン35mmF2.8[175]
- ヤシノン5cmF1.8
- スーパーヤシノン5cmF1.8 - 4群6枚[175]。
- スーパーヤシノン5cmF1.9
- ヤシノン5cmF2
- ヤシコール5cmF2[175]
- ヤシノン5cmF2.8
- ヤシコール5cmF2.8 - 4群5枚[175]。
- ヤシノン100mmF2.8[175]
- スーパーヤシノン13.5cmF2.8

## 安原製作所
安原製作所が製造したレンズ。
- ヤスハラ50mmF2.8（2001年発売） - 鳳凰光学（元・江西光学儀器総廠）のOEM。

## ゼイカ光学
ゼイカ光学（英語名：Zeika）は1950～1960年代に日本に存在したレンズメーカーである。銘は「ロジャー」（ROJAR）。
- ロジャー（ROJAR）35mmF3.5[173]

## 瑞宝光学精機
瑞宝光学精機は自社製オーナー35に当初小西六のレンズを使用したが後に自社ブランド「オーナー」（Honor ）に切り替えた。
- オーナー50mmF1.9[115]。
- オーナー50mmF2[115]。

## ズノー光学工業
ズノー光学工業が製造したレンズ。どれも珍品で高価である。ブランドは「ズノー」（Zunow ）。
- ズノー35mmF1.7（1954年9月発売[102]）
- ズノー50mmF1.1（前期型、1953年10月20日発表、1954年9月発売[102]） - 5群9枚構成[102]。後玉が大きく出ているのが特徴で「ピンポン球」と俗称された。
- ズノー50mmF1.1（後期型、1955年発売） - 新種ガラスを3枚含む5群8枚構成。設計者は国友健司と藤陵厳達。名称通り実質もF1.1とし後玉の出っ張りを解消した。
- ズノー50mmF1.3（1956年発売）
- ズノー50mmF1.9
- ズノー100mmF2（1956年発売）